# Juvisy-sur-Orge
Juvisy-sur-Orge (prononcé /ʒyvizi syʁ ɔʁʒ/ ) est une commune française située sur les bords de la Seine à dix-neuf kilomètres au sud-est de Paris dans le département de l’Essonne en région Île-de-France. Elle fait partie du canton d'Athis-Mons et de la Métropole du Grand Paris.
D'abord campement gaulois illustré par Jules César dans ses commentaires de la guerre des Gaules, Juvisy devient gîte royal puis premier relais de poste sur la route de Fontainebleau, future route nationale 7. Juvisy joue en particulier un rôle dans l’histoire de Charles VII et de Napoléon Ier.
Devenue nœud ferroviaire et routier en 1840 avec l’implantation de la gare de Juvisy et l’édification en 1893 d’un des rares ponts sur la Seine, la commune est détruite pour moitié lors du bombardement allié du 18 avril 1944, pendant la Seconde Guerre mondiale. Reconstruite et presque totalement urbanisée à la faveur des Trente Glorieuses, Juvisy-sur-Orge est connue au XXIe siècle pour être la quatrième gare d’Île-de-France en nombre de passagers entrants et le lieu d’implantation de l’observatoire astronomique de Camille Flammarion.

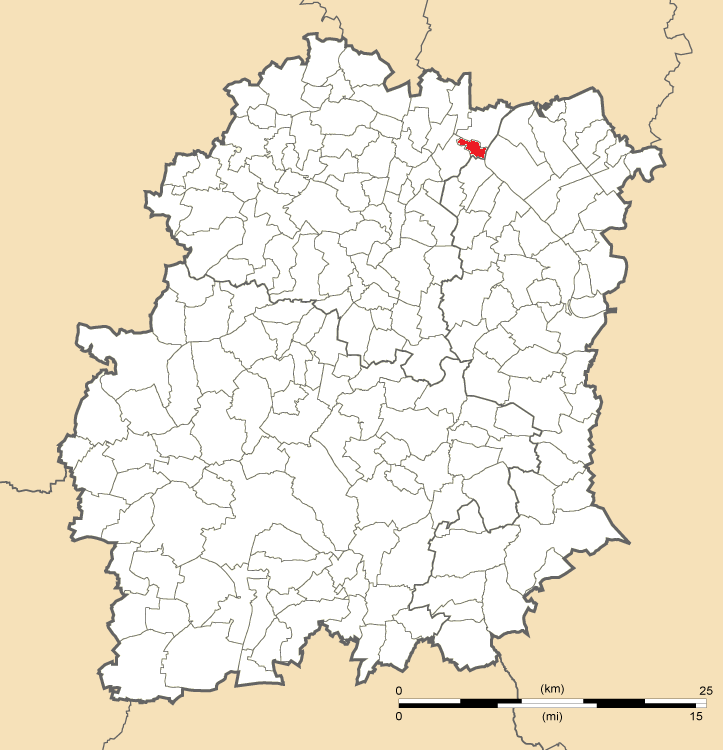
Position de Juvisy-sur-Orge en Essonne.

## Géographie

### Situation
Juvisy-sur-Orge est située au nord du département de l’Essonne, dans la région Île-de-France et l’agglomération parisienne, à la frontière entre les régions naturelles du Hurepoix et de la Brie française.
L’Institut national de l'information géographique et forestière attribue les coordonnées géographiques 48°41'33" Nord et 02°22'38" Est au point central de ce territoire. L’intégralité de sa frontière est avec la commune de Draveil est matérialisée par le cours de la Seine, sa vallée est partagée avec celle de la rivière affluente l’Orge qui traverse la commune du sud-ouest au nord. Le territoire est ainsi étagé entre un plateau situé à une altitude maximale dans la commune de quatre-vingt-douze mètres, un coteau abrupt et une plaine alluviale à trente-deux mètres d’altitude. Plusieurs axes importants traversent le territoire, dont l’ancienne route nationale 7 du nord au sud, les routes départementales 25, 29 et 931 qui sillonnent la commune, cette dernière traversant le fleuve sur le dernier pont routier du département en aval de Corbeil-Essonnes. La ligne de Grande Ceinture empruntée par la ligne C du RER d'Île-de-France traverse la commune du sud-ouest au nord, rejointe par la ligne Villeneuve-Saint-Georges - Montargis empruntée par la ligne D du RER d'Île-de-France et la ligne TGV pour former le nœud ferroviaire de la gare de Juvisy. Ce maillage routier et ferroviaire couplé à l’urbanisation du XXe siècle a découpé la commune en quartiers distincts autour du centre-ville historique, schématiquement regroupés dans le quartier Seine à l’est et le quartier Plateau à l’ouest.
Centre névralgique des transports dans le département, Juvisy-sur-Orge est située à dix-neuf kilomètres au sud-est de Paris-Notre-Dame, point zéro des routes de France, huit kilomètres au nord-ouest de la préfecture d’Évry, dix kilomètres au sud-est de Palaiseau, douze kilomètres au nord-ouest de Corbeil-Essonnes, trente-trois kilomètres au nord-est d’Étampes, dix kilomètres au nord-est de Montlhéry, quinze kilomètres au nord-est d’Arpajon, vingt-trois kilomètres au nord de La Ferté-Alais, trente-deux kilomètres au nord-est de Dourdan et trente-trois kilomètres au nord-ouest de Milly-la-Forêt.

### Communes limitrophes
Le territoire de la commune est limitrophe de ceux de quatre autres communes :
|                  | Athis-Mons      |         |
| Savigny-sur-Orge | Juvisy-sur-Orge | Draveil |
|                  | Viry-Châtillon  |         |

Les communes limitrophes sont Athis-Mons, Viry-Châtillon, Draveil et Savigny-sur-Orge.
La Seine marque une frontière naturelle à l’est et au sud-est avec Draveil, l’Orge, l’avenue de la Cour-de-France, la rue Pasteur et la rue de Châtillon la séparent de Viry-Châtillon au sud. La rue Labourbe, l’avenue Paul-Sumien, la rue Georges-Risler, l’avenue Fromenteau, la rue Messidor, l’avenue Gabriel-Péri, l’avenue Albert-Sarraut, la rue des Palombes, l’avenue Anatole-France et l’avenue du Luxembourg marquent la frontière du sud-ouest au nord-ouest avec Savigny-sur-Orge. Au nord et au nord-est se trouve la commune voisine d’Athis-Mons, séparée par la rue de la Voie-Verte, l’avenue Gabriel-Péri, la rue de la Paix, et l’avenue Voltaire.

### Hydrographie
Le territoire de Juvisy-sur-Orge est arrosé par deux cours d'eau :
- la Seine longe le territoire de la commune à l'Est avec un kilomètre de berges totalement urbanisées et aménagées en promenade douce ;
- du sud-ouest au nord coule son affluent, le bras nord de la rivière l’Orge qui longe le coteau suivant un cours largement canalisé et traverse le centre-ville en souterrain, sur une longueur d’un kilomètre cinq cents dans la commune. Le Mort-ru, ancien bras de décharge de l'Orge, est couvert par la même occasion, puis définitivement comblé dans les années 1950[13].

Dans le parc de la Terrasse a été aménagé un large bassin alimenté par des sources locales.

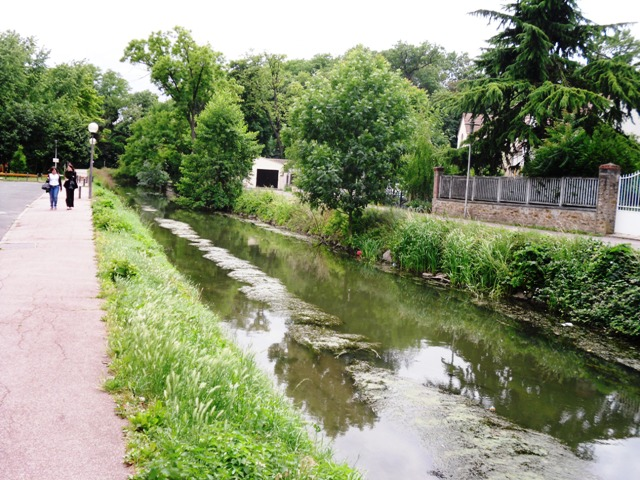
L’Orge avant son entrée en centre-ville.
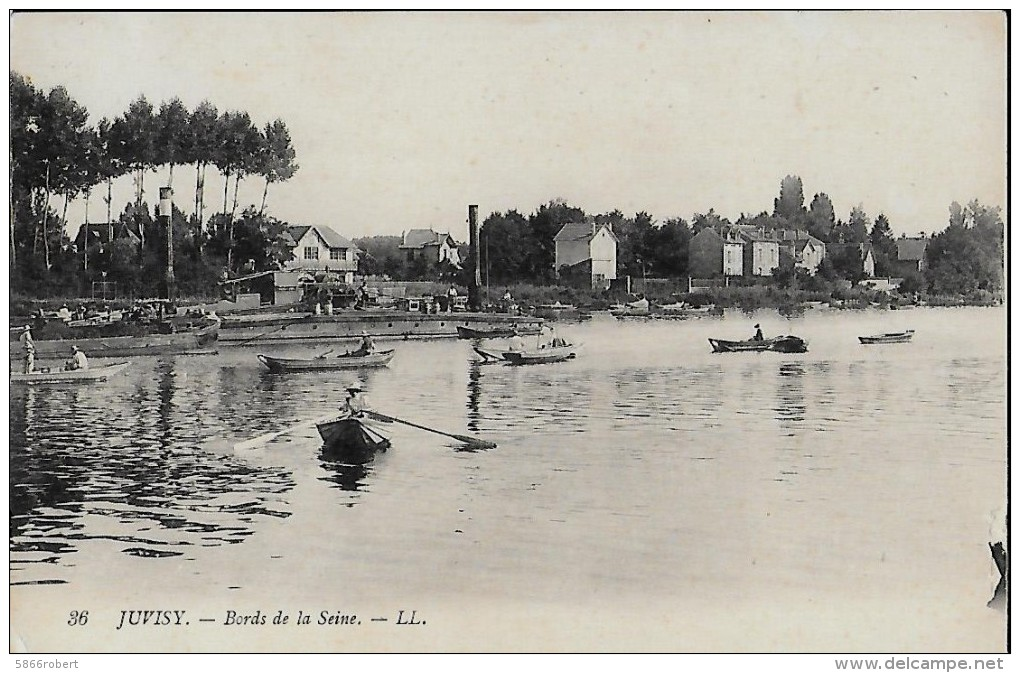
Les bords de Seine au début du XXe siècle.

### Relief et géologie
Le territoire de Juvisy-sur-Orge, relativement peu étendu, occupe un espace compris entre le plateau de Champagne à l’ouest et les coteaux de la vallée commune à l’Orge et la Seine à l’est. Le domaine s’étage ainsi entre une altitude maximale de quatre-vingt-douze mètres à la frontière est avec Savigny-sur-Orge et trente-deux mètres en bordure de Seine, une distance de seulement deux kilomètres quatre cents séparant ces deux points extrêmes. Le dénivellement est cependant fortement marqué au centre du territoire suivant une pente nord-ouest sud-est puisque le plateau se poursuit à une altitude constante jusqu’à la limite nord du quartier de la Cour-de-France pour ensuite devenir un versant pentu dans le parc de l’observatoire, passant de quatre-vingt-onze au cimetière à quatre-vingt-un mètres au bord de l’ancienne route nationale 7 distante de seulement quatre cents mètres puis rapidement seulement trente-quatre mètres en bordure de la rivière à seulement quatre cents mètres de distance, cette altitude étant ensuite stable pour tout le centre-ville. Le sous-sol de la commune est caractéristique de celui du Bassin parisien avec une succession de couches de meulière, limon, argile et calcaire bien visibles sur les pentes du parc de la mairie.

### Voies de communication et transports

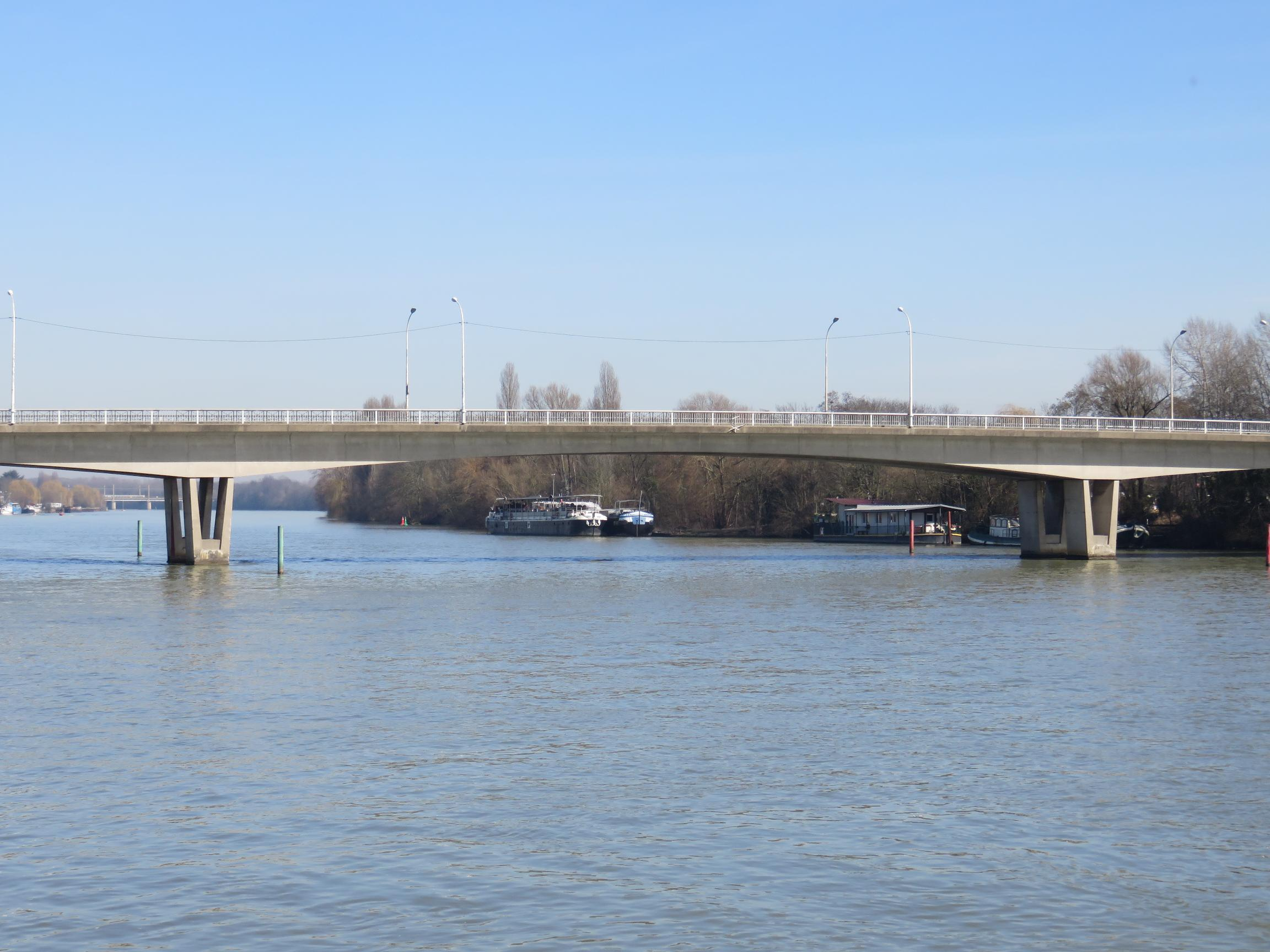
Pont de la Première Armée Française entre Juvisy et Draveil.

Juvisy-sur-Orge constitue un carrefour routier et ferroviaire essentiel.
La Seine, à l’est du territoire, bien que difficilement accessible du fait de l’importante circulation routière sur les quais, représente un axe majeur de communication pour la commune, permettant l’accostage de péniches.
Strictement parallèle au cours du fleuve se trouve depuis le milieu du XIXe siècle la ligne de Villeneuve-Saint-Georges à Montargis, aujourd’hui empruntée par la ligne D du RER d'Île-de-France. Elle est en connexion à la gare de Juvisy avec la ligne de Paris-Austerlitz à Bordeaux-Saint-Jean et la ligne de Grande Ceinture, aujourd'hui empruntées par la ligne C du RER d'Île-de-France.
Autre axe majeur de la commune, l’ancienne route nationale 7 traverse le territoire du nord au sud approximativement en son centre, elle y prend la dénomination d’avenue de la Cour de France, en référence aux passages réguliers de ladite cour sur cette ancienne route de Paris à Fontainebleau.
La commune est située à quatre kilomètres au sud de l’aéroport de Paris-Orly et à trente-huit kilomètres au sud-ouest de l’aéroport de Paris-Charles-de-Gaulle.

#### Voies routières
Le territoire de la commune est traversé notamment par :
- la route nationale 7 qui traverse la ville selon un axe nord (vers la Porte d'Italie) / sud-est (vers Menton) ;
- la route départementale 25 qui relie Athis-Mons à Savigny-sur-Orge selon un axe nord / sud à l'ouest de la commune ;
- la route départementale 29 qui traverse le centre-ville ;
- et la route départementale 931 qui rejoint la RD 29 et qui enjambe dans la commune le fleuve par le pont de la Première-Armée-Française, dernier pont routier du département avant celui de Villeneuve-Saint-Georges dans le Val-de-Marne, sept kilomètres en aval.

#### Transports en commun

##### Transport ferroviaire
La gare de Juvisy constitue un pôle multimodal important d'Île-de-France, avec six quais centraux et treize voies, et plusieurs lignes de bus et de cars en correspondance :
- via la ligne C, depuis la gare de Juvisy, le temps de trajet est d'environ 27 minutes pour relier la gare de Massy - Palaiseau, 12 minutes pour relier la gare de la Bibliothèque François-Mitterrand et de 31 minutes pour relier la gare du Champ de Mars - Tour Eiffel ;
- via la ligne D, depuis la gare de Juvisy, le temps de trajet est d'environ 25 minutes pour relier la gare de Paris-Gare-de-Lyon, de 34 minutes pour relier la gare de Paris-Nord et de 18 minutes pour relier la gare de Corbeil-Essonnes.

En 2010, cette gare est la quatrième gare d’Île-de-France en nombre de passagers entrants

Sélection de vues de la gare de Juvisy.
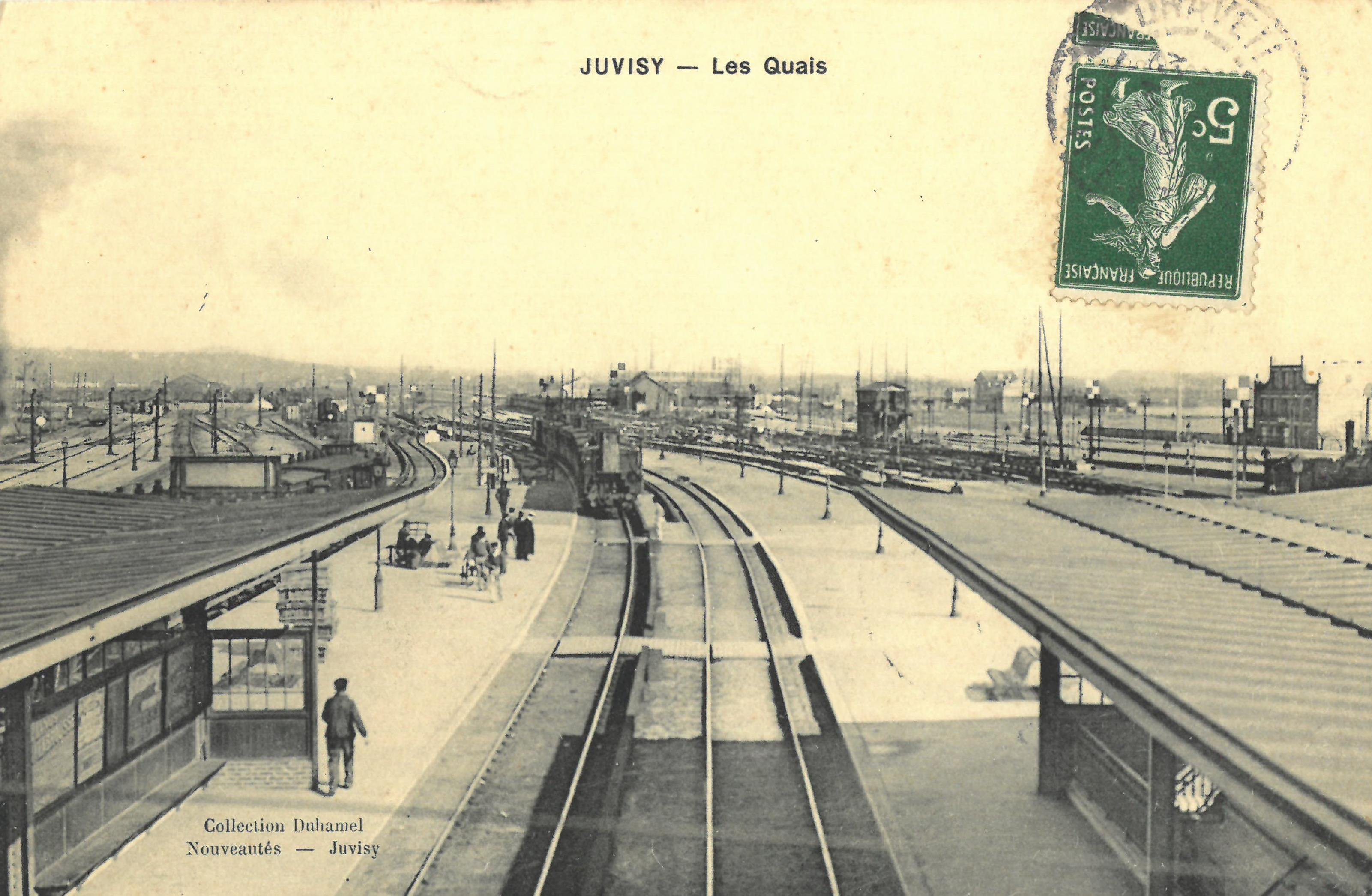
La gare historique de Juvisy.
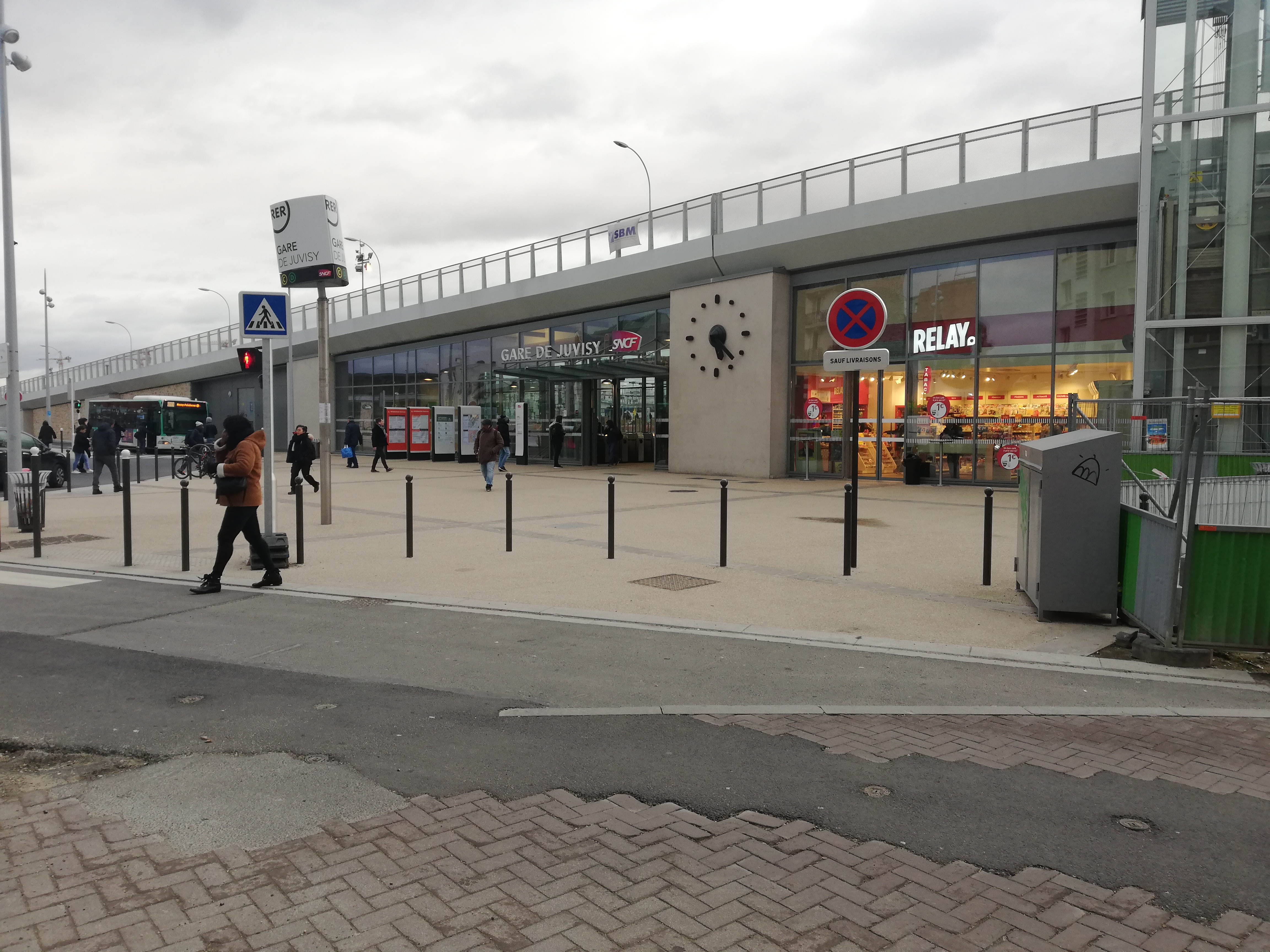
Pôle multimodal de Juvisy.
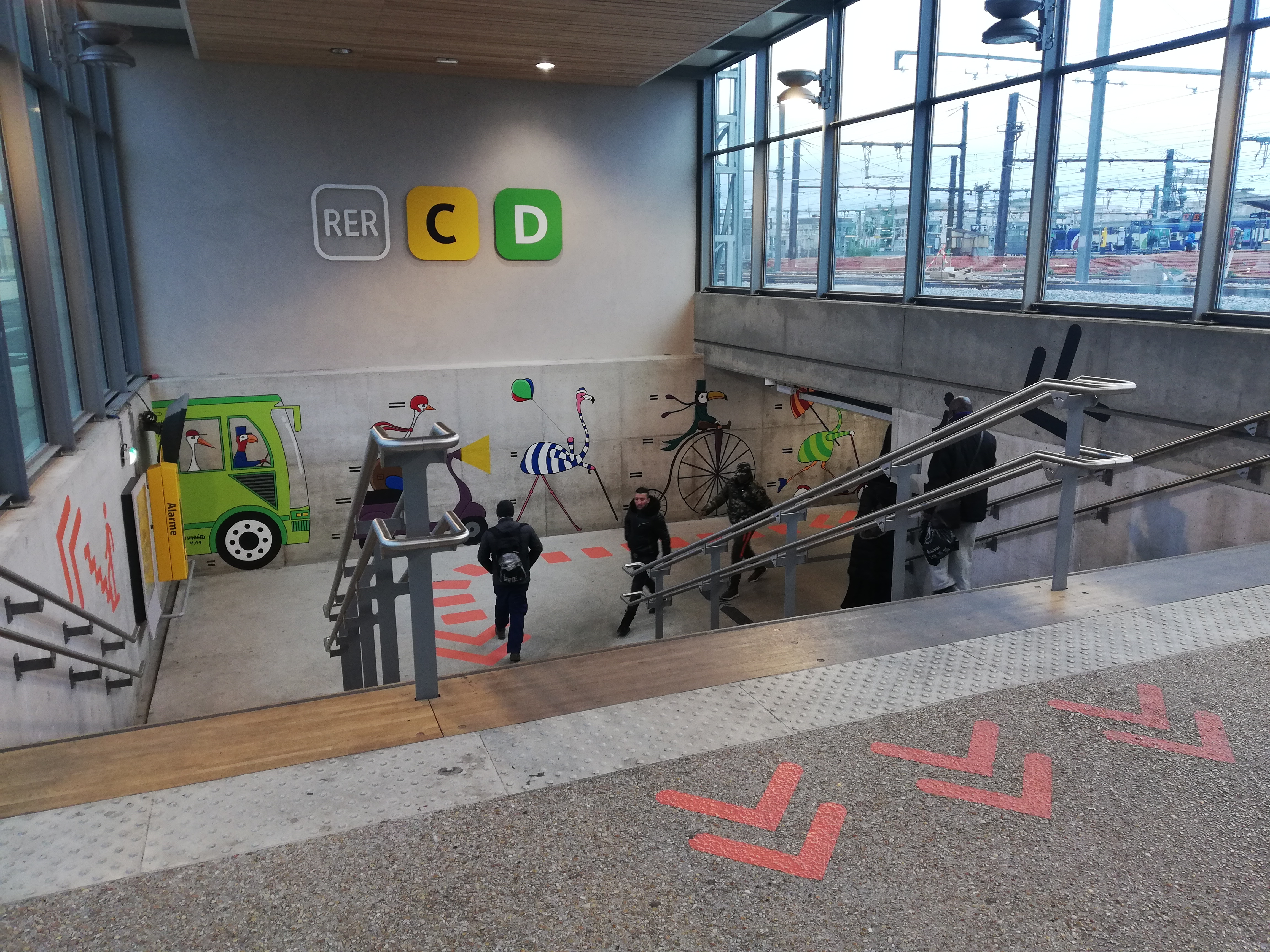
Un accès à la gare de Juvisy.

##### Tramway d'Île-de-France
Une prolongation de la ligne 7 du tramway d'Île-de-France entre la station Porte de l'Essonne (Athis-Mons) et la gare de Juvisy est en projet. Trois stations doivent être établies sur le territoire de la commune : Observatoire, Maréchal Leclerc et Gare de Juvisy.

##### Bus

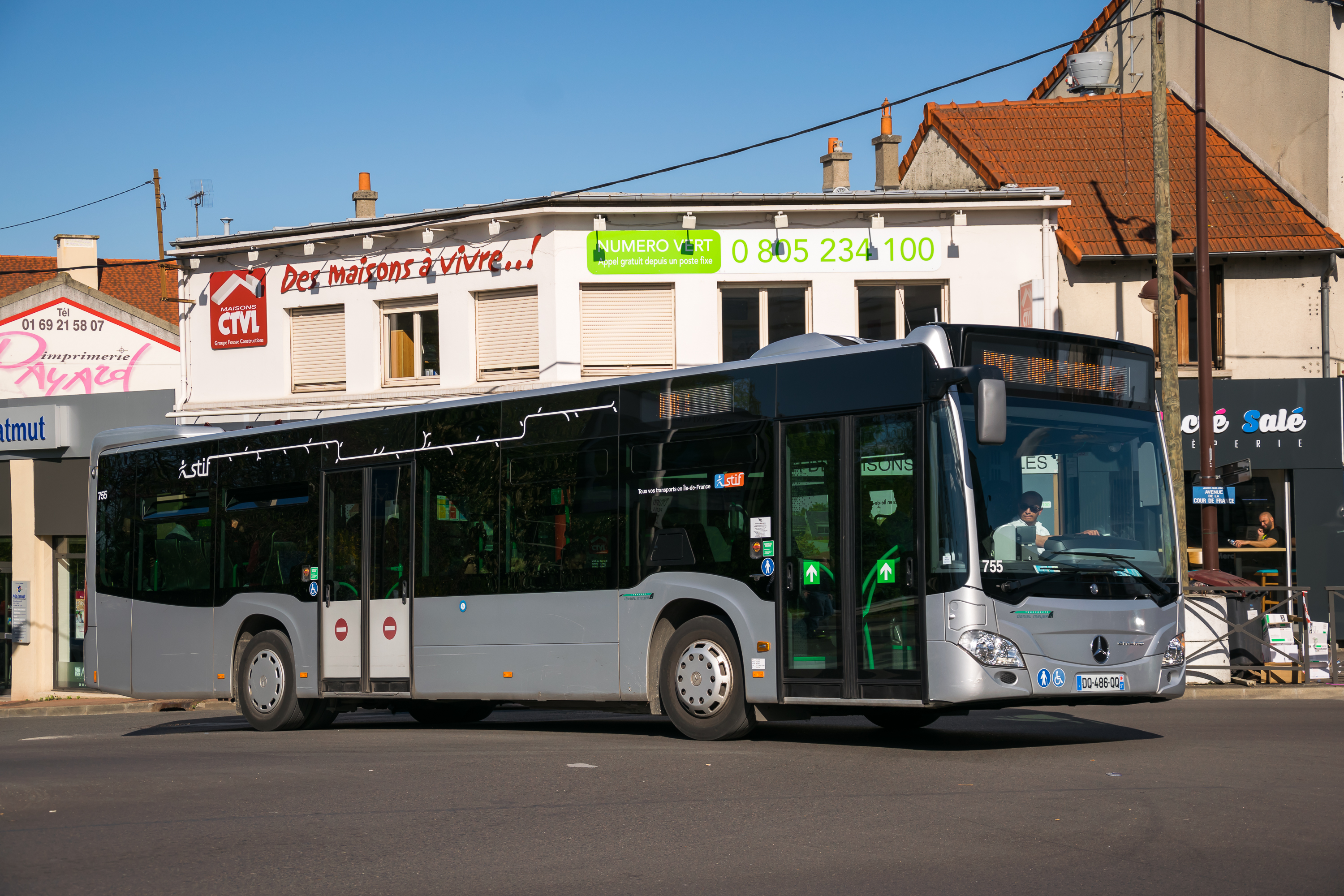
Ligne DM4 des Cars Daniel Meyer à Juvisy-sur-Orge.

La commune est reliée aux communes limitrophes, via les réseaux de bus de l'Île-de-France :
- les lignes 285, 385, 399, 486, 487 et 488 du réseau de bus RATP ;
- les lignes 11, 14, 15, 16, 17 et 191-100 du réseau de bus Val d'Yerres Val de Seine ;
- la ligne DM4 du réseau de bus Évry Centre Essonne ;
- les lignes DM3, DM5, DM8 et DM50 du réseau de bus Cœur d'Essonne ;
- les lignes N22, N131, N133, N135 et N139 du réseau Noctilien.

### Climat
Pour des articles plus généraux, voir Climat de l'Île-de-France et Climat de l'Essonne.
En 2010, le climat de la commune est de type climat océanique dégradé des plaines du Centre et du Nord, selon une étude du CNRS s'appuyant sur une série de données couvrant la période 1971-2000. En 2020, Météo-France publie une typologie des climats de la France métropolitaine dans laquelle la commune est exposée à un climat océanique altéré et est dans la région climatique Sud-ouest du bassin Parisien, caractérisée par une faible pluviométrie, notamment au printemps (120 à 150 mm) et un hiver froid (3,5 °C).
Pour la période 1971-2000, la température annuelle moyenne est de 11,9 °C, avec une amplitude thermique annuelle de 15,5 °C. Le cumul annuel moyen de précipitations est de 645 mm, avec 10,7 jours de précipitations en janvier et 7,7 jours en juillet. Pour la période 1991-2020, la température moyenne annuelle observée sur la station météorologique la plus proche, située sur la commune d'Athis-Mons à 2 km à vol d'oiseau, est de 12,1 °C et le cumul annuel moyen de précipitations est de 622,2 mm,. Pour l'avenir, les paramètres climatiques de la commune estimés pour 2050 selon différents scénarios d'émission de gaz à effet de serre sont consultables sur un site dédié publié par Météo-France en novembre 2022.
| Mois                                  | jan.             | fév.           | mars          | avril           | mai             | juin          | jui.           | août           | sep.           | oct.            | nov.            | déc.             | année      |
| ------------------------------------- | ---------------- | -------------- | ------------- | --------------- | --------------- | ------------- | -------------- | -------------- | -------------- | --------------- | --------------- | ---------------- | ---------- |
| Température minimale moyenne (°C)     | 2,1              | 2              | 4,2           | 6,4             | 9,9             | 13,1          | 15             | 14,6           | 11,5           | 8,7             | 5               | 2,7              | 7,9        |
| Température moyenne (°C)              | 4,7              | 5,2            | 8,3           | 11,3            | 14,8            | 18,2          | 20,4           | 20,2           | 16,5           | 12,6            | 7,9             | 5,2              | 12,1       |
| Température maximale moyenne (°C)     | 7,2              | 8,5            | 12,5          | 16,2            | 19,8            | 23,2          | 25,8           | 25,7           | 21,5           | 16,4            | 10,9            | 7,6              | 16,3       |
| Record de froid (°C) date du record   | −16,8 17.01.1985 | −15 02.02.1956 | −9,4 01.03.05 | −4,3 16.04.1921 | −1,3 07.05.1957 | 3,1 01.06.06  | 6,7 01.07.1922 | 5,6 31.08.1923 | 1,7 20.09.1952 | −3,9 30.10.1955 | −9,6 28.11.1921 | −13,3 29.12.1964 | −16,8 1985 |
| Record de chaleur (°C) date du record | 16,5 27.01.03    | 20,8 27.02.19  | 25,3 31.03.21 | 29,4 16.04.1949 | 35 24.05.1922   | 37,1 21.06.17 | 41,9 25.07.19  | 40 12.08.03    | 35,4 09.09.23  | 31,3 04.10.1921 | 21,8 07.11.15   | 17,3 16.12.1989  | 41,9 2019  |
| Ensoleillement (h)                    | 533              | 852            | 1 529         | 2 025           | 217             | 2 243         | 2 469          | 2 209          | 1 857          | 1 166           | 624             | 639              | 18 313     |
| Précipitations (mm)                   | 46,8             | 42,6           | 44,4          | 44,5            | 63              | 56,1          | 52,9           | 57,9           | 47,4           | 52,8            | 53,4            | 60,4             | 622,2      |

## Urbanisme

### Typologie
Au 1er janvier 2024, Juvisy-sur-Orge est catégorisée grand centre urbain, selon la nouvelle grille communale de densité à sept niveaux définie par l'Insee en 2022.
Elle appartient à l'unité urbaine de Paris, une agglomération inter-départementale regroupant 407  communes, dont elle est une commune de la banlieue,,. Par ailleurs la commune fait partie de l'aire d'attraction de Paris, dont elle est une commune du pôle principal,. Cette aire regroupe 1 929 communes,.

### Morphologie urbaine
Le territoire de la commune de Juvisy-sur-Orge est divisé en plusieurs quartiers, pour certains séparés entre eux par les axes routiers ou ferrés traversant l’agglomération. La mairie divise la commune en trois grands ensembles, le Plateau, le Centre et la Seine.
Les principaux quartiers de la commune sont :
- le centre-ville ancien construit autour de l’actuelle halle du marché, avec notamment une rue piétonne commerçante (Grande Rue), la salle de spectacles Espace Jean Lurçat, le conservatoire, le cinéma et l'espace administratif Marianne ;
- à l’est, le quartier de la gare de Juvisy et, au-delà des voies ferrées, les quais de Seine urbanisés par des habitations collectives ;
- au sud, le quartier des Belles Fontaines ;
- à l’ouest, le quartier de l’Observatoire, des Cailles et de la Cour de France, tous trois en bordure de la route nationale ;
- à l’extrême ouest, le Plateau, caractérisés par des successions de pavillon de banlieue. Sur ce plateau, à la frontière avec Savigny-sur-Orge se trouve encore ce qui est appelé le hameau de Champagne, du nom de l’ancienne ferme voisine ;
- limitrophe de Savigny-sur-Orge, se trouve le grand ensemble Debussy-champagne
- . Le quartier dit de la Gare[32] et celui dit de la Route nationale 7[33] sont également inscrits dans un programme de rénovation urbaine. L’Insee découpe la commune en cinq îlots regroupés pour l'information statistique soit Seine, Entrevoies, Centre-ville, Terrasse et Plateau[34].

### Occupation des solssimplifiée
Le territoire de la commune se compose en 2017 de 3,49 % d'espaces agricoles, forestiers et naturels, 9,42 % d'espaces ouverts artificialisés et 87,09 % d'espaces construits artificialisés. Aucune parcelle n'est cultivée.

## Toponymie
Le lieu était appelé Metiosedium à l’époque gallo-romaine puis Gesedis, devenu Gevesi, Geveziacum, Givisiacum en 1351, Givisum au XVIe siècle, Juvisiacum, et enfin Juvisy.
La commune fut créée en 1793 avec ce nom, la mention à la rivière l’Orge fut introduite en 1801 dans le Bulletin des lois. Le nom officiel de la commune est depuis « Juvisy-sur-Orge ».

## Histoire

### Préhistoire, Antiquité et Moyen Âge

#### Un lieudit de la conquête de la Gaule par César
Le lieu est mentionné sous le nom de Metiosedium dans les Commentaires sur la Guerre des Gaules écrits par Jules César dans la partie relatant comment, en 52 avant l’ère commune, son lieutenant, Titus Labienus, est arrêté dans sa progression vers Lutèce au niveau d’un marais défendu par des Gaulois sur le territoire actuel de la commune.

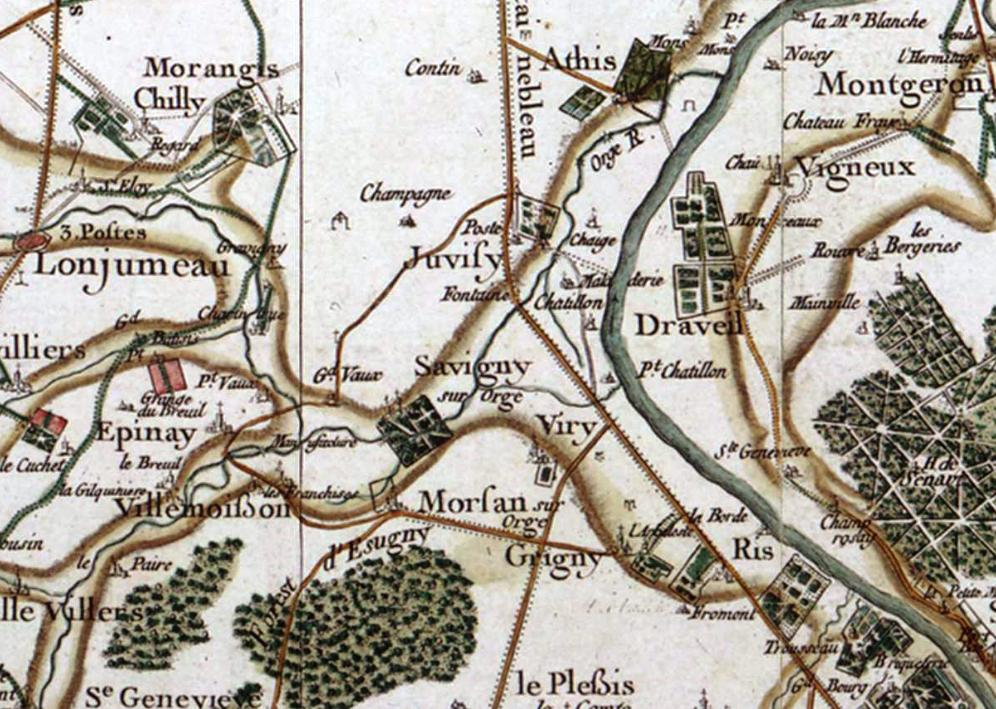
La région de Juviſy au XVIIe siècle par Cassini.

#### L'époque mérovingienne
Au VIe siècle, Juvisy est rattaché au royaume franc de Paris. En 582, la division du royaume franc institue une frontière suivant le cours de l’Orge entre les royaumes de Paris (Chilpéric Ier) et de Burgondie (Gontran).

#### XIIe–XVesiècles
Au XIIe siècle, les bénédictins assèchent les marais et édifient un monastère, fixant alors le village à son emplacement définitif. En 1304, le domaine est transféré aux bénédictines de Notre-Dame-des-Champs de Paris. En 1356, il revient au seigneur Perrin du Chemin.
De cette époque date l’existence d’un gîte royal sur la route de Bourgogne. C’est dans ce gîte qu’en 1405, Jean Ier de Bourgogne arrête la fuite du dauphin Charles.

### Temps modernes

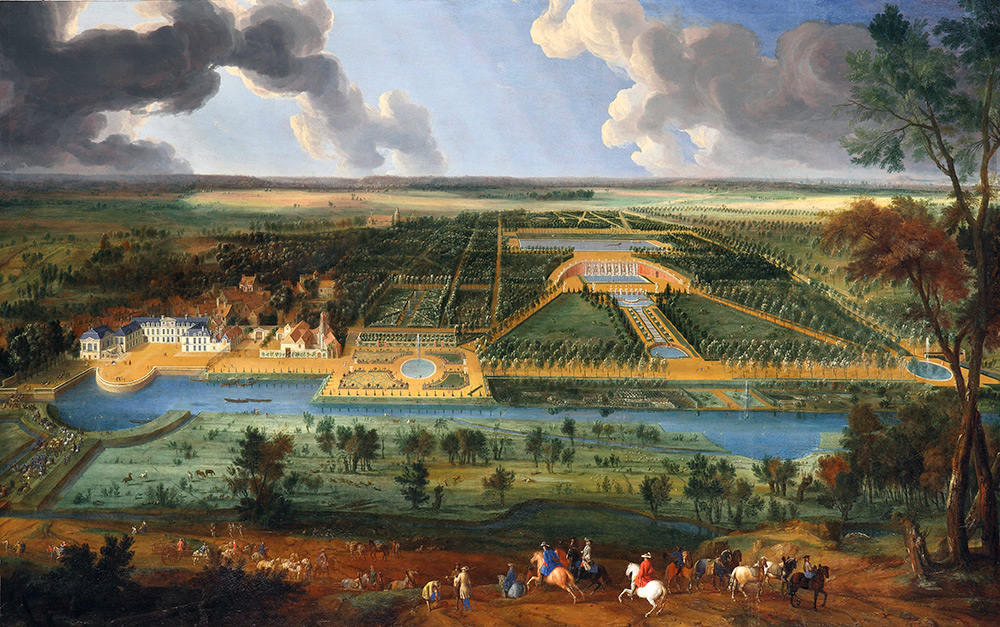
Visite de Louis XIV au château de Juvisy par Pierre-Denis Martin vers 1690.

En 1563, le roi Charles IX se repose à son tour au gîte de Juvisy, alors qu'il est en route pour Fontainebleau ; à partir de 1598, Henri IV s’arrête lui aussi souvent à cet endroit.
La première église paroissiale est édifiée en 1624 et dédiée à saint Nicolas. À partir de 1630, le seigneur des lieux est Antoine Rossignol des Roches, qui fait agrandir le château et reçoit plusieurs fois Louis XIII.
Le 21 janvier 1649, durant la Fronde, le Grand Condé et le maréchal de Gramont arrêtent à Juvisy l’avancée des troupes de François de Vendôme.
En 1657, un parc dominant la vallée de la Seine est aménagé par des élèves d'André Le Nôtre afin de plaire au roi Louis XIV,.
En 1717, le domaine revint à Louis de Brancas. À partir de 1728, il fait réaménager la route de Lyon et construire un pont sur l’Orge, orné de deux fontaines monumentales. En 1730, le gîte royal est remplacé par un relais de poste.
En 1740, pour célébrer les travaux de l’abbé Jean Picard et de Nicolas-Louis de Lacaille qui ont travaillé à la cartographie du royaume et à la mesure du rayon de la Terre, l’Académie des sciences fait élever à Villejuif et Juvisy deux pyramides, symbolisant les limites de la « base » mesure étalon.

### Révolution française et Empire
Le château est acheté en 1807 par le comte Auguste de Monttessuy, (maire de la commune en 1823.
Le 30 mars 1814, Napoléon Ier apprend au relais de poste de Fromenteau la capitulation de Paris lors de la campagne de France, ce qui l'amène à abdiquer après être allé au château de Fontainebleau,.

### Époque contemporaine

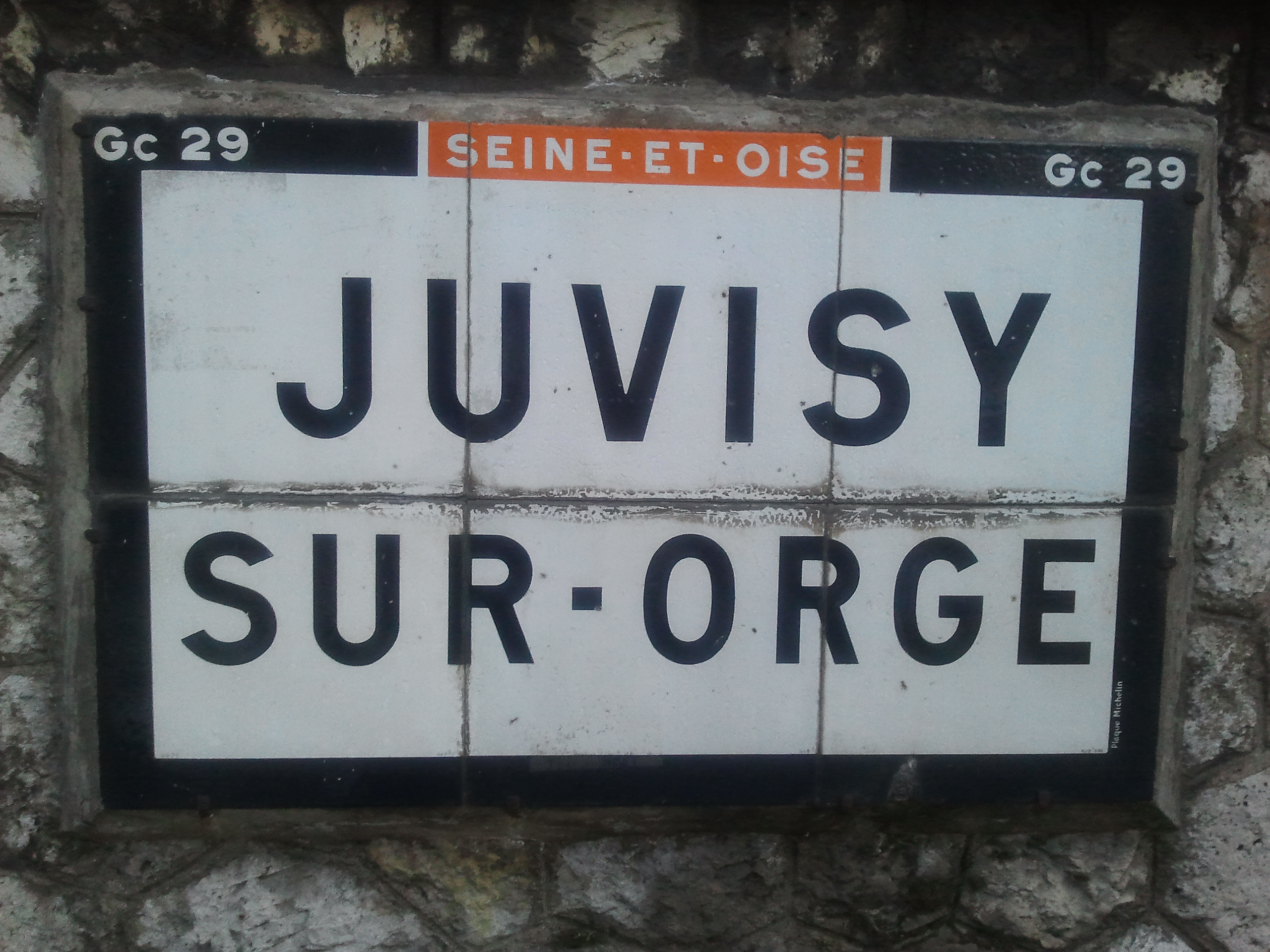
Ancienne plaque mentionnant le département de Seine-et-Oise se trouvant rue des Gaulois à Juvisy-sur-Orge.

#### La modernisation
La gare de Juvisy est construite en 1840 à l'embranchement des lignes Paris - Orléans et Paris - Montargis ; en 1864, la gare des voyageurs est complétée par une gare de marchandises. Le pont sur la Seine est construit en 1893 à mi-chemin entre ceux de Corbeil et Villeneuve-Saint-Georges.
La commune bénéficie de l’éclairage au pétrole à partir de 1873. L’eau courante est installée en 1887 et l’éclairage au gaz en 1890.
La commune se dote d’une nouvelle école en 1881 et de la place du Marché en 1882.
La même année, Camille Flammarion crée sur le coteau l’observatoire de Juvisy-sur-Orge.

#### L'établissement des Vétérans polonais de Juvisy (1866-1907)
En 1866, est créé un établissement charitable tenu par les sœurs polonaises de la Charité de Saint Vincent de Paul (Siostry Miłosierdzia św. Wincentego á Paulo) qui y accueillent des réfugiés polonais des insurrections de 1830 et 1863. Y meurt notamment Jean-Népomucène Janowski (pl) (1803-1888), militant radical et écrivain, que l'officier d'état civil désigne comme « pensionnaire des Vétérans polonais de cette commune ». De 1891 à 1907, l’aumônier de l’institution est le prêtre polonais Bonawentura Metler (pl) (1869-1939), qui, à ses fonctions religieuses, joint des activités scientifiques, notamment astronomiques, se liant d’amitié avec Camille Flammarion, dont l’Observatoire est tout proche.
En 1907, les sœurs polonaises et l'aumônier quittent Juvisy, peut-être en raison des mesures de laïcisation de l'époque.

#### L'urbanisation
En 1900, ayant racheté le château de Juvisy, la municipalité y installe les services de la mairie et l'école.
En 1929, les dominicains créent un monastère sur le plateau et édifient une chapelle.
Un premier marché couvert est construit en 1934, détruit en 1944 par les bombardements, reconstruit en 1957.
L’église paroissiale Saint-Nicolas, en ruine, est détruite en 1936 et remplacée en 1938 par l’actuelle église Notre-Dame-de-France.
Le 18 avril 1944, un bombardement allié détruit la gare, point stratégique du réseau ferré, mais aussi une part importante du centre-ville, tuant 125 habitants. Pour récompenser l'héroïsme des habitants, la Croix de Guerre avec étoile d'Argent est décernée à la ville de Juvisy le 26 mai 1951 par le ministre Max Lejeune et épinglée sur le drapeau des sapeurs-pompiers le 9 décembre 1951 par le général de Monsabert.
Avec le retour de la prospérité et l’importante demande de logement, la commune s’urbanise fortement, ce qui entraîne la couverture partielle du cours de la rivière en centre-ville en 1954, l’édification d’un marché couvert en 1958 et de nombreux immeubles HLM entre la route nationale 7 et la voie ferrée. En 1968, le pont sur la Seine est rouvert à la circulation.
Durant les années 1960 et 1970, Juvisy-sur-Orge accueille un centre expérimental de rééducation de mineurs délinquants, fermé en 1979.
En 1982, un centre hospitalier ouvre ses portes.
En juin 2016, Juvisy est touchée par des inondations importantes dans le secteur des bords de Seine.

## Politique et administration

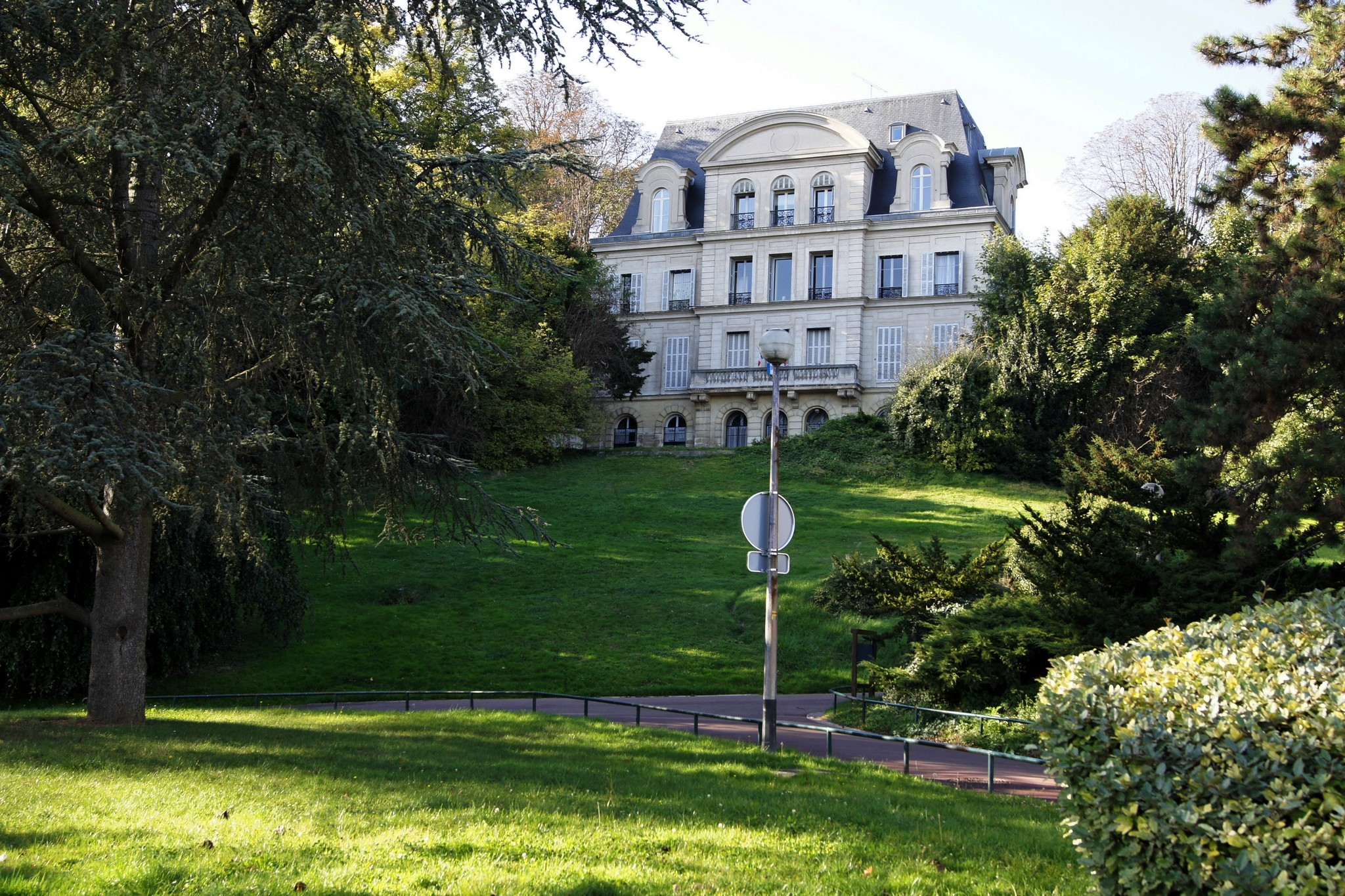
L'hôtel de ville de Juvisy.

### Rattachements administratifs et électoraux
Jusqu’à la loi du 10 juillet 1964, la commune faisait partie du département de Seine-et-Oise. Le redécoupage des anciens départements de la Seine et de Seine-et-Oise fait que la commune appartient désormais au département de l'Essonne à la suite d'un transfert administratif effectif le 1er janvier 1968, et fait partie depuis 1985 de son arrondissement de Palaiseau. Pour l'élection des députés, la commune fait partie depuis 2010 de la septième circonscription de l'Essonne.
La commune faisait partie depuis 1801 du canton de Longjumeau de Seine-et-Oise. Elle devient en 1964 chef-lieu du canton de Juvisy-sur-Orge, modifié en 1967 lors de la constitution du département de l'Essonne, puis supprimé en 1975. Juvisy est alors intégrée au canton de Viry-Châtillon jusqu'en 1985, année où le canton de Juvisy-sur-Orge est recréé. Dans le cadre du redécoupage cantonal de 2014 en France, la commune est désormais rattachée au canton d'Athis-Mons.

### Intercommunalité

Logo de l'Établissement public territorial Grand-Orly Seine Bièvre.

La commune était membre-fondateur et siège de la communauté de communes Les Portes de l’Essonne (CALPE), devenue communauté d’agglomération en 2009.
Dans le cadre de la mise en place de la Métropole du Grand Paris, les communes de la CALPE ont souhaité rejoindre la métropole,, ce qui prend effet le 1er janvier 2016.
La loi portant nouvelle organisation territoriale de la République du 7 août 2015 (Loi NOTRe) prévoit également la création le 1er janvier 2016 d'établissements publics territoriaux (EPT), qui regroupent l'ensemble des communes de la métropole à l'exception de Paris, et assurent des fonctions de proximité en matière de politique de la ville, d'équipements culturels, socioculturels, socio-éducatifs et sportifs, d'eau et assainissement, de gestion des déchets ménagers et d'action sociale, et exerçant également les compétences que les communes avaient transférées aux intercommunalités supprimées
La ville est donc intégrée le 1er janvier 2016, comme l'ensemble des communes de l'ex-CALPE, dans l'établissement public territorial Grand-Orly Seine Bièvre. Toutefois, les conseils municipaux de Viry, Juvisy et Savigny ont délibéré en 2018 pour demander à sortir de l'EPT au profit d'une intercommunalité de taille plus réduite, ce qui n'est pas prévu par la législation applicable.
En 2020, La ville est également membre du syndicat mixte ouvert études d'aménagement et de gestion de l'île de loisirs du Port-aux-Cerises.

### Tendances et résultats politiques
Longtemps dirigée par des maires socialistes (1977-2014), Juvisy-sur-Orge apparaît comme une commune résolument ancrée à gauche comme en témoignent les résultats électoraux enregistrés.
Ainsi, chronologiquement, le maire sortant Étienne Chaufour (PS) est réélu en 2001 dès le premier tour avec 52,91 % des suffrages à la faveur d’une triangulaire favorable, et en 2002, le député sortant Jean Marsaudon (UMP) fait un score nettement inférieur que dans le reste de la circonscription ; quant au candidat Jacques Chirac, c'est un fort report de voix de gauche qui lui permet de surpasser de deux points son score national lors des présidentielles de 2002.
Lors des cantonales de 2004, le maire de l'époque (Étienne Chaufour) est élu conseiller général du canton de Juvisy-sur-Orge avec une nette majorité, et le candidat Jean-Paul Huchon aux élections régionales devance de dix points son adversaire UMP Jean-François Copé. Le candidat socialiste aux élections européennes de 2004 Harlem Désir gagne treize points devant son opposant de droite.
Au référendum de 2005, les Juvisiens sont parmi les rares a majoritairement approuver le Traité de Rome de 2004, comme ils avaient déjà approuvé en 1992 le traité de Maastricht à 55,10 %.
En 2007, signe d’un renforcement de la gauche locale, ce sont les candidates socialistes qui l’emportent dans la commune aux élections présidentielle et législatives, en opposition avec les résultats nationaux et de la circonscription.
Aux municipales de 2008, le maire sortant est une nouvelle fois élu dès le premier tour, en accroissant encore son avance avec cette fois 61,75 % des suffrages. En 2009, suivant cette fois la tendance nationale, les électeurs juvisiens placent le candidat UMP Michel Barnier en tête des européennes, cinq points devant le candidat Vert Daniel Cohn-Bendit. Mais en 2010, le président sortant du conseil régional accroit encore son avance face à la candidate Valérie Pécresse avec un écart de vingt-quatre points.
Suivant à nouveau la tendance nationale, une majorité de droite remporta les élections municipales de 2014 au premier tour avec 52,57 % des suffrages exprimés pour la liste « Pour Juvisy Osons l'Avenir » menée par Robin Reda (UMP) devenu à 22 ans le plus jeune maire de France d'une commune de plus de 10 000 habitants. Celui-ci, élu député en 2017, et contraint par la législation limitant le cumul des mandats en France, démissionne au profit de son 2e adjoint, Michel Perrimond. Ce dernier ne se représente toutefois pas aux élections municipales de mars 2020.
Lors des élections présidentielles de 2017, le candidat centriste Emmanuel Macron arrive en tête du premier tour sur la commune. Il l'emporte également face à Marine Le Pen avec plus de 72% des suffrages exprimés au niveau communal. Lors des élections législatives qui suivent, c'est Robin Reda, candidat de droite, qui l'emporta face à la candidate centriste de la majorité présidentielle.
Élections présidentielles

Résultats des deuxièmes tours :
- Élection présidentielle de 2002 : 84,13 % pour Jacques Chirac (RPR), 15,87 % pour Jean-Marie Le Pen (FN), 81,77 % de participation[54].
- Élection présidentielle de 2007 : 50,77 % pour Ségolène Royal (PS), 49,23 % pour Nicolas Sarkozy (UMP), 85,60 % de participation[55].
- Élection présidentielle de 2012 : 58,89 % pour François Hollande (PS), 41,11 % pour Nicolas Sarkozy (UMP), 81,26 % de participation[56].
- Élection présidentielle de 2017 : 72,18 % pour Emmanuel Macron (LREM), 27,82 % pour Marine Le Pen (FN), 74,92 % de participation[57].

Élections législatives

Résultats des deuxièmes tours :
- Élections législatives de 2002 : 51,70 % pour Jean Marsaudon (UMP), 48,30 % pour Gabriel Amard (PS), 64,58 % de participation[58].
- Élections législatives de 2007 : 52,30 % pour Simone Mathieu (PS), 47,70 % pour Jean Marsaudon (UMP), 59,38 % de participation[59].
- Élections législatives de 2012 : 58,58 % pour Éva Sas (EÉLV), 41,42 % pour Françoise Briand (UMP), 57,85 % de participation[60].
- Élections législatives de 2017 : 53,27 % pour Robin Reda (LR), 46,73 % pour Muriel Kernkreuter (LREM), 45,29 % de participation[61].

Élections européennes

Résultats des deux meilleurs scores :
- Élections européennes de 2004 : 27,38 % pour Harlem Désir (PS), 14,23 % pour Patrick Gaubert (UMP), 46,71 % de participation[62].
- Élections européennes de 2009 : 25,21 % pour Michel Barnier (UMP), 20,75 % pour Daniel Cohn-Bendit (Les Verts), 45,82 % de participation[63].
- Élections européennes de 2014 : 18,85 % pour Alain Lamassoure (UMP), 17,72 % pour Aymeric Chauprade (FN), 46,02 % de participation[64].
- Élections européennes de 2019 : 22,02 % pour Nathalie Loiseau (LREM), 17,02 % pour Yannick Jadot (EÉLV), 50,33 % de participation[65].

Élections régionales

Résultats des deux meilleurs scores :
- Élections régionales de 2004 : 49,70 % pour Jean-Paul Huchon (PS), 39,12 % pour Jean-François Copé (UMP), 67,40 % de participation[66].
- Élections régionales de 2010 : 62,20 % pour Jean-Paul Huchon (PS), 37,80 % pour Valérie Pécresse (UMP), 51,53 % de participation[67].
- Élections régionales de 2015 : 44,34 % pour Claude Bartolone (PS), 42,77 % pour Valérie Pécresse (LR), 55,48 % de participation[68].

Élections cantonales et départementales

Résultats des deuxièmes tours :
- Élections cantonales de 2004 : 56,47 % pour Étienne Chaufour (PS), 43,53 % pour Charley Josquin (UMP), 67,82 % de participation[69].
- Élections cantonales de 2011 : 66,95 % pour Étienne Chaufour (PS), 33,05 % pour Jean Merey (FN), 46,56 % de participation[70].
- Élections départementales de 2015 : 51,02 % pour Pascal Picard et Christine Rodier (UMP), 48,98 % pour Sylvie Clerc (PCF) et Patrice Sac (PS), 47,94 % de participation[71].

Élections municipales

Résultats des deuxièmes tours
- Élections municipales de 2001 : 52,91 % pour Étienne Chaufour (PS) élu au premier tour, 28,79 % pour Jean-Claude Maquinay (UMP), 61,53 % de participation[72].
- Élections municipales de 2008 : 61,75 % pour Étienne Chaufour (PS) élu au premier tour, 38,25 % pour Danielle Subey (DVD), 59,69 % de participation[73].
- Élections municipales de 2014 : 52,57 % pour Robin Reda (UMP) élu au premier tour, 32,94 % pour Étienne Chaufour (PRG), 14,48% pour Mounia Benaili (PG), 57,97 % de participation[74].

- Élections municipales de 2020 : 53,67 % pour Lamia Bensarsa Reda (DVD), 28,21 % pour Alain Villemeur (SE), 18,11% pour Laurence Gauthier (DVG), 36,68 % de participation.

Référendums :
- Référendum de 2000 relatif au quinquennat présidentiel : 68,54 % pour le Oui, 31,46 % pour le Non, 33,56 % de participation[75].
- Référendum de 2005 relatif au traité établissant une Constitution pour l’Europe : 50,43 % pour le Oui, 49,57 % pour le Non, 70,85 % de participation[76].

### Politique de développement durable
La ville a engagé une politique de développement durable en lançant une démarche d'Agenda 21.

### Démocratie participative
La municipalité a mis en place depuis 2010 un conseil municipal des enfants et un Conseil local de sécurité et de prévention de la délinquance.

### Distinctions et labels
En 2004, la commune a reçu le label « Ville Internet @@@ ».
En 2019 et 2023, la commune de Juvisy a fait partie des communes d'Essonne à recevoir le trophée fleur verte,.

### Jumelages et partenariats
Juvisy-sur-Orge a développé des associations de jumelage avec :
- Thale (Allemagne) depuis 2001, en allemand Thale, située à 705 kilomètres[98].

Elle a en outre développé un partenariat de développement avec Tillabéri au Niger.

## Population et société

### Démographie
Les habitants de la commune sont appelés les Juvisiens.

#### Évolution démographique
L'évolution du nombre d'habitants est connue à travers les recensements de la population effectués dans la commune depuis 1793. Pour les communes de plus de 10 000 habitants les recensements ont lieu chaque année à la suite d'une enquête par sondage auprès d'un échantillon d'adresses représentant 8 % de leurs logements, contrairement aux autres communes qui ont un recensement réel tous les cinq ans,.

En 2022, la commune comptait 18 978 habitants, en évolution de +16,14 % par rapport à 2016 (Essonne : +2,89 %, France hors Mayotte : +2,11 %).
| 1793 | 1800 | 1806 | 1821 | 1831 | 1836 | 1841 | 1846 | 1851 |
| ---- | ---- | ---- | ---- | ---- | ---- | ---- | ---- | ---- |
| 404  | 399  | 414  | 326  | 371  | 388  | 416  | 444  | 409  |

| 1856 | 1861 | 1866 | 1872 | 1876 | 1881  | 1886  | 1891  | 1896  |
| ---- | ---- | ---- | ---- | ---- | ----- | ----- | ----- | ----- |
| 442  | 506  | 694  | 834  | 930  | 1 215 | 1 703 | 2 095 | 2 912 |

| 1901  | 1906  | 1911  | 1921  | 1926  | 1931  | 1936  | 1946  | 1954  |
| ----- | ----- | ----- | ----- | ----- | ----- | ----- | ----- | ----- |
| 3 611 | 4 245 | 4 730 | 6 138 | 6 869 | 8 143 | 8 531 | 7 813 | 9 313 |

| 1962   | 1968   | 1975   | 1982   | 1990   | 1999   | 2006   | 2011   | 2016   |
| ------ | ------ | ------ | ------ | ------ | ------ | ------ | ------ | ------ |
| 11 902 | 12 626 | 13 669 | 12 303 | 11 816 | 11 937 | 13 954 | 14 924 | 16 341 |

| 2021   | 2022   | - | - | - | - | - | - | - |
| ------ | ------ | - | - | - | - | - | - | - |
| 18 424 | 18 978 | - | - | - | - | - | - | - |

La commune de Juvisy-sur-Orge créée en 1793 n’était à l’époque du premier recensement des personnes qu’un village de quatre cents habitants qui connut une évolution chaotique dans les années qui suivirent avec seulement trois cent vingt-six résidents en 1821 avant d’entamer une période de progression continue jusqu’à un premier accident démographique en 1851 qui fit rechuter la population de quatre cent quarante-et-un à seulement quatre cent neuf habitants. Dix ans plus tard, bénéficiant de l’arrivée du chemin de fer, le cap des cinq cents âmes était franchi pour la première fois et celui des sept cents habitants approché en 1866, en 1876 la commune comptait déjà neuf cent trente habitants et plus de mille sept cent dix ans plus tard. À l’orée du XXe siècle, Juvisy-sur-Orge dénombrait déjà trois mille six cent onze habitants et poursuivit sa progression soutenue puisqu’au sortir de la Première Guerre mondiale, six mille cent trente-huit personnes y vivaient. La Seconde Guerre mondiale et l’important bombardement subi fit cependant perdre près de sept cents résidents à la commune, avant le redémarrage de la croissance démographique portée par l’urbanisation du plateau, amenant la commune à près de douze mille habitants en 1962. Limitée par l’espace, la progression atteignit un pic en 1975 avec treize mille six cent soixante-et-onze habitants avant de décroître au cours du dernier quart du XXe siècle. La progression reprit à partir de 2006 à la faveur des programmes de rénovation urbaine pour porter finalement la population à quatorze mille cent cinquante-trois habitants en 2007. L’immigration compte pour une part relativement importante dans cette croissance puisqu’en 1999, 9,4 % de la population était de nationalité étrangère avec par ordre d’importance de communauté, 2,8 % de Portugais, 1,2 % d’Algériens, 0,8 % de Turcs, 0,7 % de Marocains, 0,6 % d’Italiens, 0,3 % de Tunisiens et 0,2 % d’Espagnols.

#### Pyramide des âges
En 2018, le taux de personnes d'un âge inférieur à 30 ans s'élève à 39,4 %, soit en dessous de la moyenne départementale (39,9 %). De même, le taux de personnes d'âge supérieur à 60 ans est de 19,7 % la même année, alors qu'il est de 20,1 % au niveau départemental.
En 2018, la commune comptait 8 239 hommes pour 8 768 femmes, soit un taux de 51,56 % de femmes, légèrement supérieur au taux départemental (51,02 %).
Les pyramides des âges de la commune et du département s'établissent comme suit.
| Hommes | Classe d’âge | Femmes |
| ------ | ------------ | ------ |
| 0,6    | 90 ou +      | 1,8    |
| 5,2    | 75-89 ans    | 8,1    |
| 11,3   | 60-74 ans    | 12,3   |
| 15,8   | 45-59 ans    | 15,8   |
| 26,8   | 30-44 ans    | 23,4   |
| 20,5   | 15-29 ans    | 20,2   |
| 19,8   | 0-14 ans     | 18,5   |

| Hommes | Classe d’âge | Femmes |
| ------ | ------------ | ------ |
| 0,5    | 90 ou +      | 1,4    |
| 5,4    | 75-89 ans    | 7,2    |
| 12,9   | 60-74 ans    | 13,9   |
| 20     | 45-59 ans    | 19,4   |
| 19,9   | 30-44 ans    | 20,1   |
| 20     | 15-29 ans    | 18,2   |
| 21,3   | 0-14 ans     | 19,8   |

### Enseignement
Les élèves de Juvisy-sur-Orge sont rattachés à l’académie de Versailles.
En 2020, la commune dispose sur son territoire des écoles maternelles Antoine-de-Saint-Exupéry, Jean-de-La Fontaine et Françoise-Dolto ; de l'école élémentaire Edmond-Michelet, ainsi que des écoles primaires Jean-Jaurès, Tomi Ungerer, et Simon Veil.
La poursuite d’études se fait ensuite au collège Ferdinand-Buisson et au lycée Jean-Monnet situés dans la commune.
S’ajoute l’école primaire privée catholique Sainte-Anne rattachée au diocèse.
En 2010, un centre d'information et d'orientation et une mission locale sont implantées dans la commune.
La commune dispose pour l’accueil des jeunes enfants d’une crèche familiale, des crèches collectives Ducastel, Janusz-Korczak et d’une halte-garderie.

### Santé

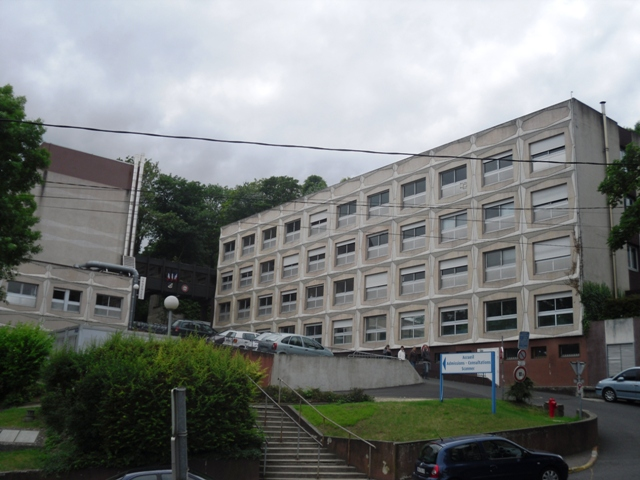
Le centre hospitalier intercommunal.

Juvisy-sur-Orge dispose sur son territoire de deux établissements de soins, d’une part le centre hospitalier intercommunal et d’autre part la clinique de rééducation Saint-Côme gérée par le groupe Korian. La commune est aussi le siège d’un des quatre Smur du département.
S’ajoutent la maison de retraite des Marronniers en centre-ville et deux résidences adaptées aux personnes âgées, la résidence Juliet-Thomas et la résidence Camille-Desmoulins. Un centre de la protection maternelle et infantile est installé en centre-ville.
En 2020, onze médecins libéraux, onze chirurgiens-dentistes et quinze pharmaciens exercent sur le territoire municipal. Début 2017, pour pallier les départs en retraite de médecins juvisiens, s'ouvre une maison médicale en centre-ville. La municipalité travaille à l'ouverture de deux autres maisons dans le quartier Seine et sur le Plateau.

### Autres services publics
En dehors des services municipaux, il existe un bureau de poste en centre-ville[Quand ?] (les agences des bords de Seine et du plateau ayant fermé dans les années 2000).

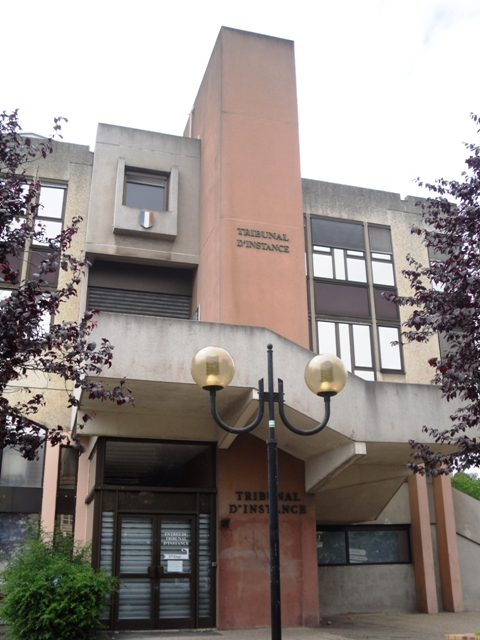
Le tribunal d’instance.

En 2010, la commune dispose également d’un tribunal d’instance, d’une antenne de la Caisse d’allocations familiales, de la Caisse primaire d'assurance maladie, d'une agence Pôle emploi, d'un centre des impôts et d'une trésorerie principale.
Toujours en 2010, la sécurité des biens et des personnes est assurée par un centre de secours mixte et un commissariat principal de Police installés dans la commune. L’organisation juridictionnelle rattache les Juvisiens au tribunal d’instance implanté dans la commune et aux tribunaux de grande instance, de commerce et conseil de prud’hommes d’Évry.

### Culture

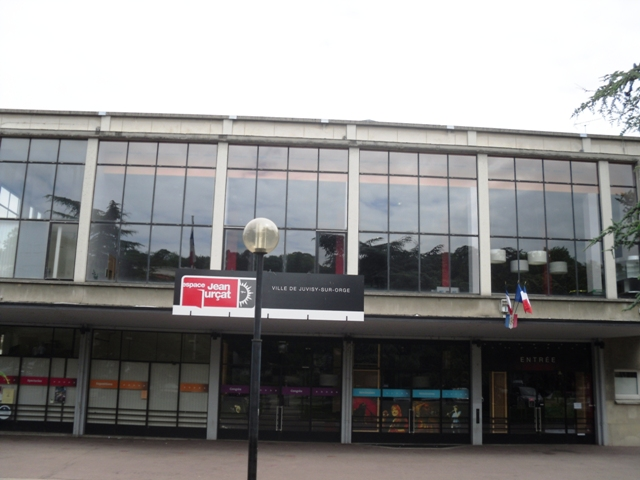
Le centre culturel Jean-Lurçat.

La commune de Juvisy-sur-Orge dispose de plusieurs installations permettant l’accès et la pratique de la culture avec notamment :
- la salle de spectacle Jean-Lurçat ;
- l’espace culturel regroupant : la médiathèque intercommunale Raymond-Queneau, la maison des jeunes et de la culture ACJ, la salle de cinéma Agnès-Varda classée « art et essai »[135] et le conservatoire de musique et de danse ;
- l’espace d’art contemporain Camille-Lambert ;
- le centre culturel intercommunal ;
- la maison de quartier Frédéric-Rossif, le théâtre Jean-Dasté et l’observatoire Camille-Flammarion.

### Sports

ancien logo du Football Club Féminin Juvisy.

La commune de Juvisy-sur-Orge dispose de plusieurs installations sportives, dont :
- l’espace sportif Jules-Ladoumègue équipé de quatre salles polyvalentes ;
- le gymnase Auguste-Delaune servant notamment de dojo ;
- le gymnase Carpentier, partagé avec la commune voisine d’Athis-Mons ;
- la piscine intercommunale Suzanne-Berlioux ;
- un tennis-club, partagé avec la commune de Viry-Châtillon ;
- un terrain de basket-ball dans le parc de la mairie ;
- deux boulodromes ;
- trois plateaux d’évolutions dont un partagé avec la voisine Savigny-sur-Orge.

Le club municipal de football féminin Football Club Féminin Juvisy a été sacré champion de France à six reprises.
L'équipe première du club municipal de basket-ball, l'Alerte Juvisy Basket évolue en Championnat de France de basket-ball de Nationale masculine 2.
La ville est par ailleurs membre du syndicat mixte d’études et d’aménagement de l'île de loisirs du Port-aux-Cerises, située en rive droite de la Seine sur les communes de Vigneux-sur-Seine et de Draveil, qui permet la pratique de nombreux sports et loisirs de plein air.

### Lieux de culte
La paroisse catholique de Juvisy-sur-Orge est rattachée au secteur pastoral du Val de Seine-Juvisy et au diocèse d'Évry-Corbeil-Essonnes. Elle dispose de l’église Notre-Dame-de-France et de la chapelle Saint-Dominique de Guzmán.

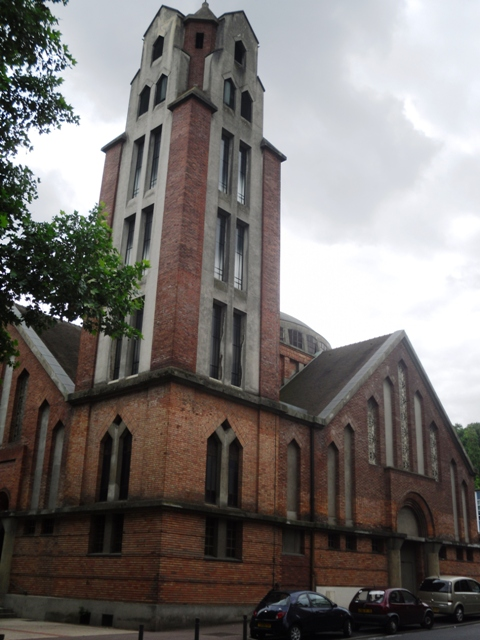
L’église Notre-Dame-de-France.
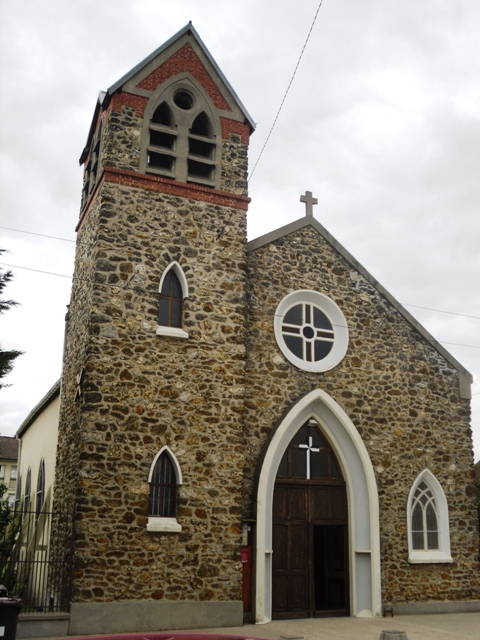
La chapelle Saint-Dominique.

### Médias
L’hebdomadaire Le Républicain relate les informations locales. La commune est en outre dans le bassin d’émission des chaînes de télévision France 3 Paris Île-de-France Centre, IDF1 et Téléssonne intégré à Télif, devenue elle-même ViàGrandParis.

## Économie

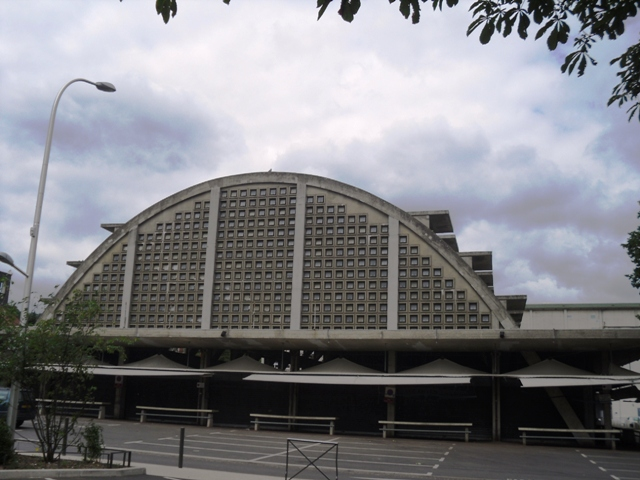
La halle du marché.

La commune de Juvisy-sur-Orge est pour une large part de son territoire résidentielle. Des commerces sont implantés en bordure de l’ancienne route nationale 7, dans le centre et quelques industries sur les berges de la Seine. Elle est intégrée par l’Insee à la zone d'emploi d’Orly qui regroupait en 2006 trente communes et 469 279 habitants, les Juvisiens représentant ainsi 2,97 % de la population totale. Dans ce bassin d’emploi, 211 488 personnes occupaient un emploi et 7,2 % de la population était au chômage, taux deux points supérieur dans la commune. La population active communale était évaluée à 7 420 personnes mais seulement 6 740 avaient effectivement un emploi. De fait, la commune ne disposait dans ses limites territoriales que de 4 882 emplois, conduisant 87,7 % de la population à travailler hors du territoire municipal et même 57 % dans un autre département. Aucune zone d'activité n’est ainsi délimitée, conduisant à un éparpillement de petites structures commerciales ou industrielles. Huit cent sept entreprises étaient dénombrées en 2008 et quatre-vingt-douze furent créées cette année-là, 76,5 % exerçant des activités de service. Aucune exploitation agricole ne subsiste sur le territoire, un seul hôtel comptant quarante-huit chambres était implanté dans la commune. Un marché se tient en centre-ville autour de la halle tous les mercredis et samedis matin.

### Emplois, revenus et niveau de vie
Juvisy-sur-Orge intégrée à l’agglomération parisienne et à la zone d’emploi d’Orly s’en distingue avec une quasi-absence d’agriculteurs, une proportion plus importante que dans le reste de la zone d’artisans et commerçants et surtout d’employés, et à l’inverse, une nette minorité d’ouvriers. En 2006, sur les 71,6 % de la population occupant un emploi, 80 % étaient titulaires de la fonction publique ou employés en contrat à durée indéterminée et 11,6 % ne disposaient que d’un emploi précaire. En 2007, le revenu net imposable moyen des ménages s’établissait à 24 726 € mais 32,1 % des foyers fiscaux n’étaient pas imposables. En 2006, le revenu fiscal médian par ménage était de 20 513 €, ce qui plaçait la commune au 2 652e rang parmi les 30 687 communes de plus de cinquante ménages que compte le pays et au 151e rang départemental. Les propriétaires et les locataires de leur logement comptaient chacun pour 48 % des ménages, 17,9 % étaient logés en habitation à loyer modéré.
En 2010, le revenu fiscal médian par ménage était de 31 211 €, ce qui plaçait Juvisy-sur-Orge au 11 998e rang parmi les 31 525 communes de plus de 39 ménages en métropole.
|                      | Agriculteurs | Artisans, commerçants, chefs d’entreprise | Cadres et professions intellectuelles supérieures | Professions intermédiaires | Employés | Ouvriers |
| -------------------- | ------------ | ----------------------------------------- | ------------------------------------------------- | -------------------------- | -------- | -------- |
| Juvisy-sur-Orge      | 0,0 %        | 5,9 %                                     | 14,5 %                                            | 29,8 %                     | 34,0 %   | 15,8 %   |
| Zone d’emploi d’Orly | 0,1 %        | 4,6 %                                     | 15,2 %                                            | 27,8 %                     | 30,3 %   | 22,1 %   |
| Moyenne nationale    | 2,2 %        | 6,0 %                                     | 15,4 %                                            | 24,6 %                     | 28,7 %   | 23,2 %   |

|                      | Agriculture | Industrie | Construction | Commerce | Services aux entreprises | Services aux particuliers |
| -------------------- | ----------- | --------- | ------------ | -------- | ------------------------ | ------------------------- |
| Juvisy-sur-Orge      | 0,1 %       | 4,7 %     | 6,2 %        | 10,1 %   | 12,5 %                   | 7,5 %                     |
| Zone d’emploi d’Orly | 0,5 %       | 8,1 %     | 7,2 %        | 15,0 %   | 14,3 %                   | 6,3 %                     |
| Moyenne nationale    | 3,5 %       | 15,2 %    | 6,4 %        | 13,3 %   | 13,3 %                   | 7,6 %                     |

Sources : Insee,,

## Culture locale et patrimoine

### Patrimoine environnemental

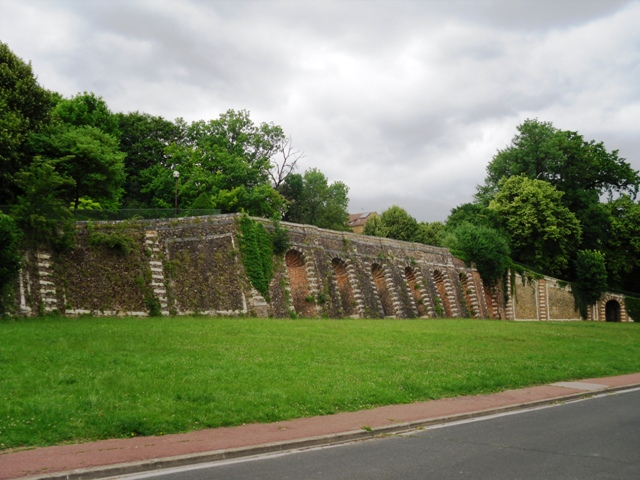
Le parc des Grottes, aménagé par André Le Nôtre.

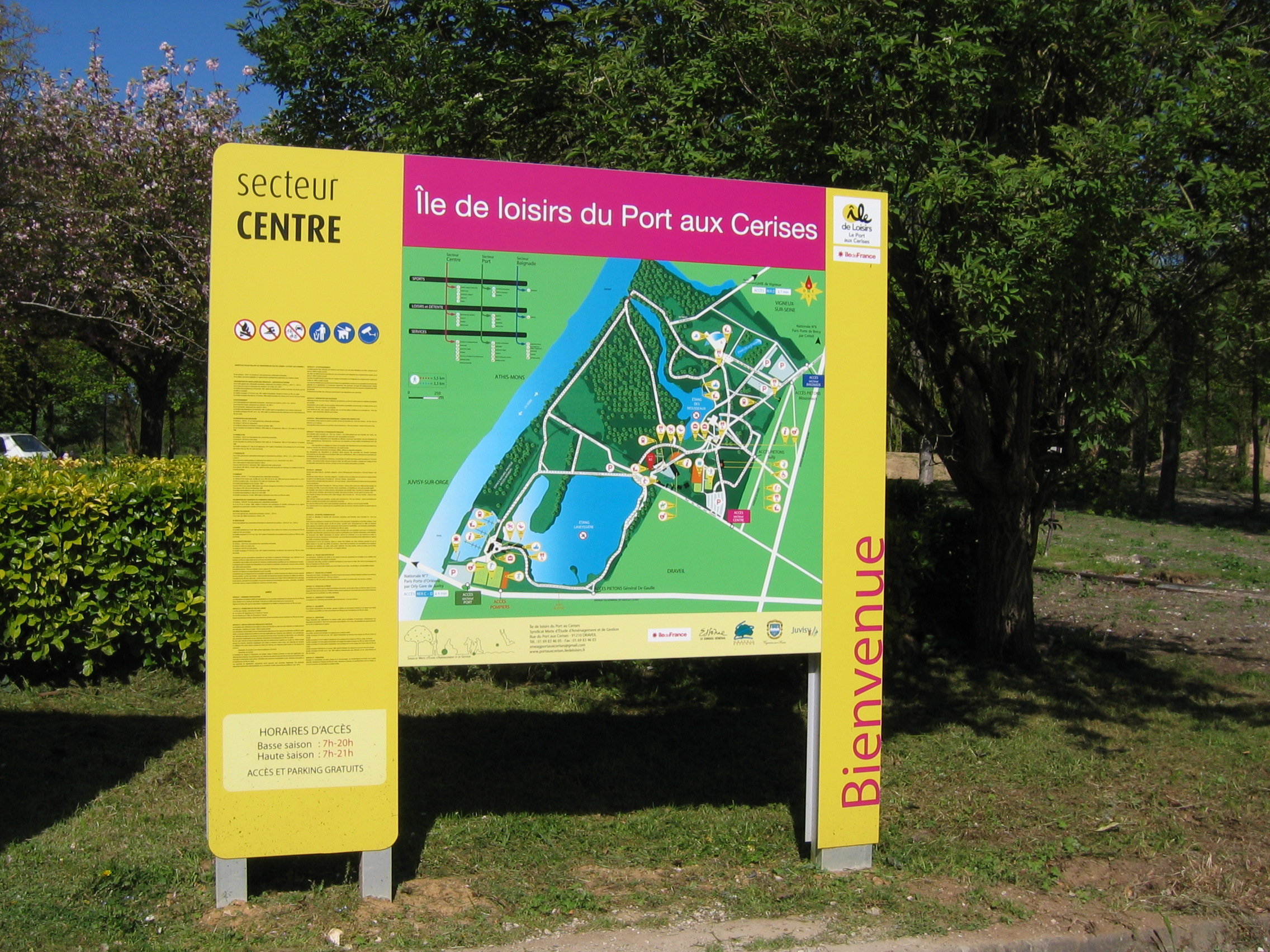
Située en face de Juvisy, l'île de loisirs du Port-aux-Cerises.

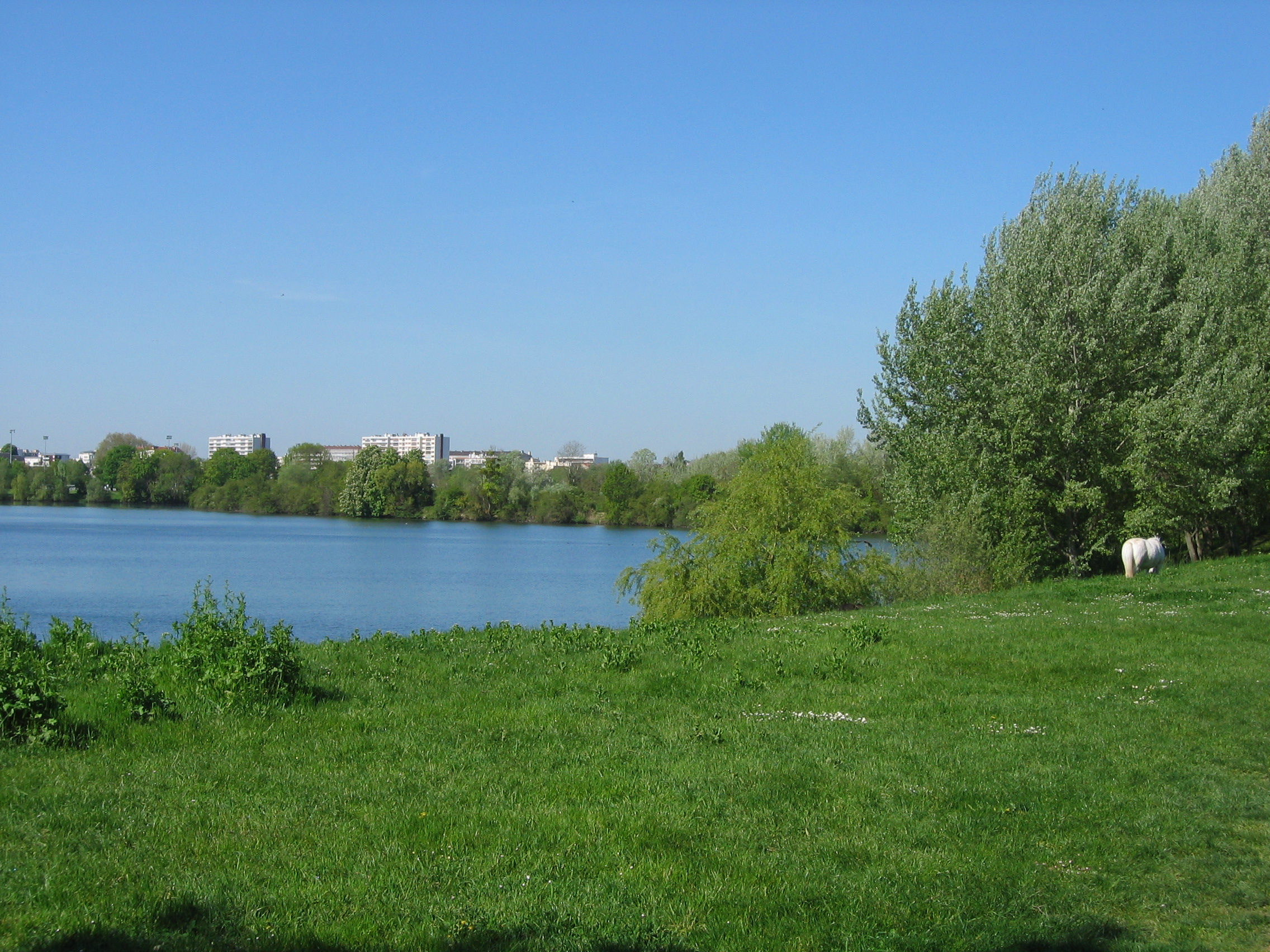
La Seine entre Draveil et Juvisy.

Au total, 12 hectares du territoire municipal sont occupés par des parcs ou des jardins publics :
- le plus important est celui de la mairie en centre-ville ;
- il est complété vers le nord par les parcs Ducastel, Flammarion, des Oiseaux et des Grottes pour former un vaste espace boisé ;
- au sud se trouve le square de Tillabéri ;
- sur le plateau, se trouvent les squares Pierre-Mendès-France, Henri-Barbusse et Maurice-Chevaux ;
- à proximité de la gare le square du 19-Mars-1962 et le parc Argeliès.

Un sophora du Japon âgé de deux cent cinquante ans dans le parc Ducastel a notamment reçu le label « Arbre remarquable » en novembre 2000.
Cependant, ces espaces artificiels n’ont pas fait l’objet d’un classement au titre d’espace naturel sensible.
La commune s’est cependant lancée dans une opération longue de réhabilitation des espaces verts, entamée en 1999.
Enfin, face à Juvisy, de l'autre côté de la Seine, se trouve l'île de loisirs du Port-aux-Cerises, comprenant sur une surface de 163 hectares des espaces verts arborés, un port de plaisance, des étangs et des activités de plein air.

### Patrimoine architectural
- L’obélisque appelé la « pyramide de Juvisy », construit en 1756, a été classé aux monuments historiques le 20 juin 1942[152],[153].
Il a été édifié pour commémorer l’utilisation de la route royale rectiligne entre Villejuif et Juvisy par l’abbé Jean Picard pour cartographier la France.
- L’observatoire Camille-Flammarion construit entre 1730 et 1883 a été inscrit aux monuments historiques le 12 juin 1996[154].
- Le pont des Belles-Fontaines construit entre 1724 et 1728 a été classé aux monuments historiques le 9 mai 1914[155],[156], les fontaines ont cependant été déplacées dans le parc de la mairie[157].
- Un calvaire dit Croix-autel de Juvisy-sur-Orge du XVIIIe siècle a été inscrit aux monuments historiques, le 13 avril 1933[158],[159].
- L’église Notre-Dame-de-France fut construite durant la première moitié du XXe siècle dans un style mêlant néo-roman et néo-byzantin[160]
- La chapelle Saint-Dominique fut élevée à la même période par des dominicains[161].
- La terrasse (et la grotte de rocaille), reste du parc aménagé au XVIIe siècle lié à l'ancien château de Juvisy aujourd'hui disparu a été inscrite aux monuments historiques le 2 juin 1947[162],[163].

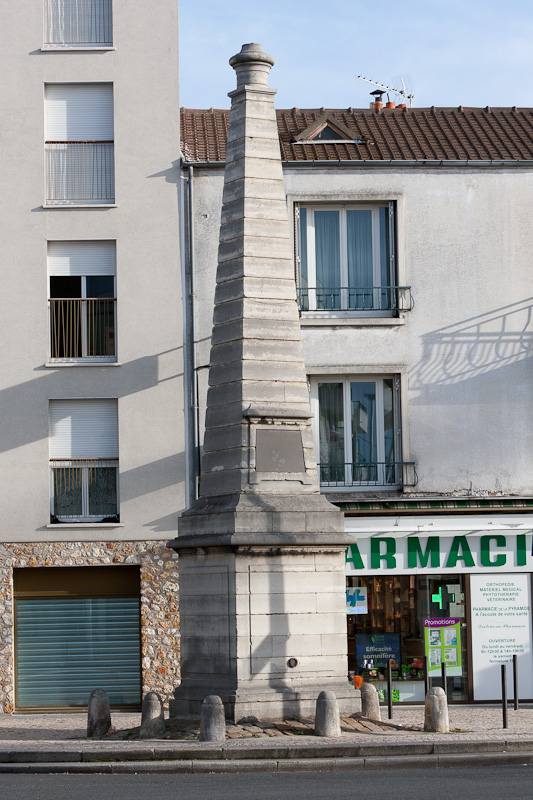
La pyramide de Juvisy.
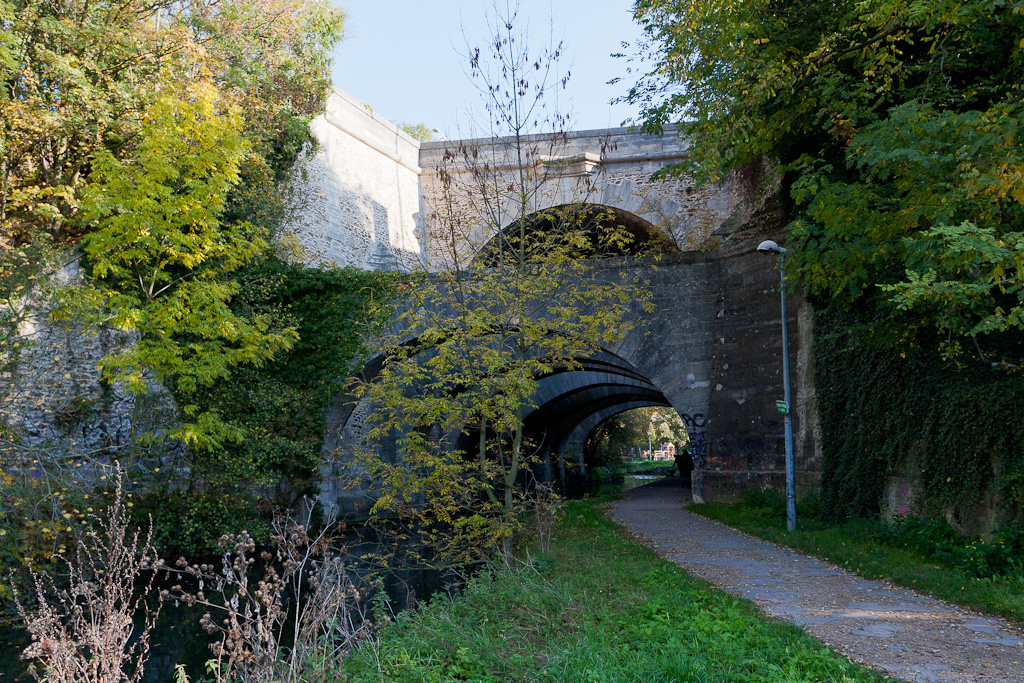
Le pont des Belles Fontaines.
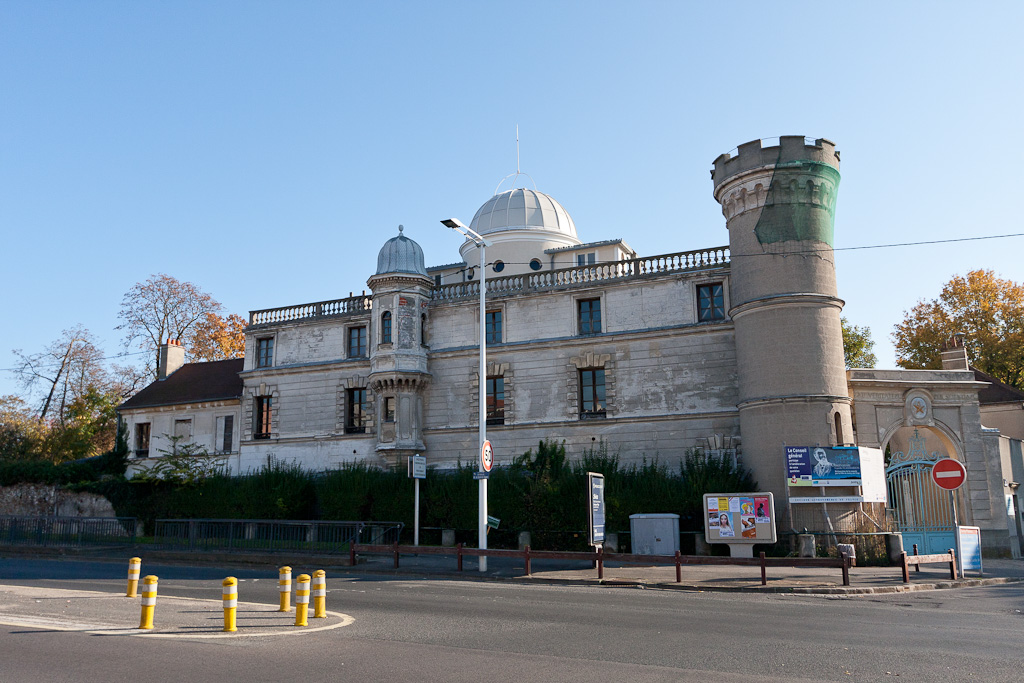
L’observatoire Camille-Flammarion.
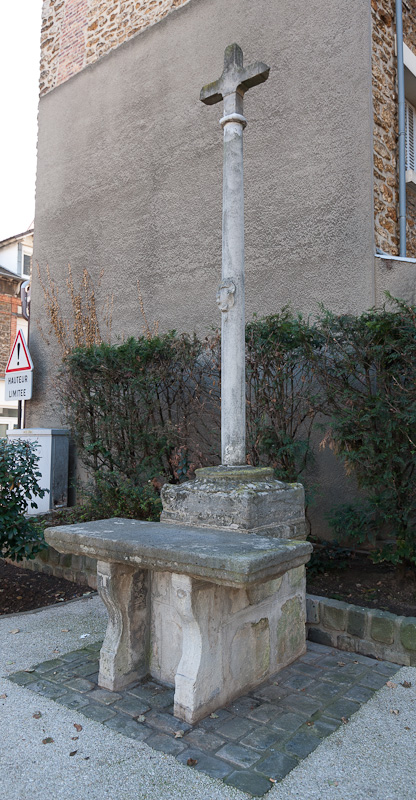
La croix-autel.
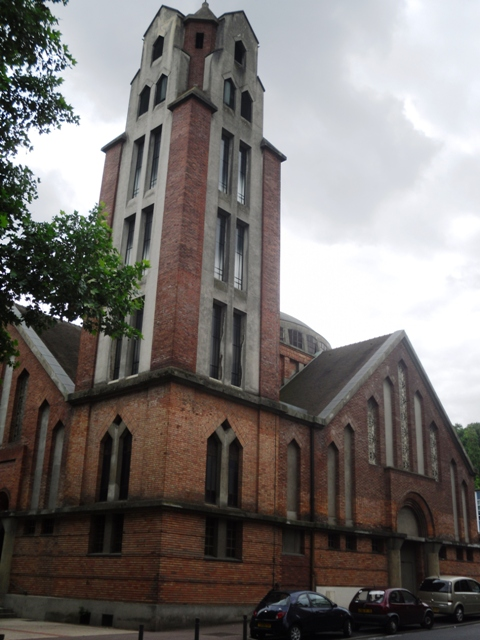
L'église Notre-Dame de France.

### Juvisy-sur-Orge dans les arts et la culture
Le nom de la commune a inspiré la désignation de l’astéroïde (605) Juvisia découvert le 27 août 1906 par Max Wolf, en hommage au lieu de résidence de Camille Flammarion.
L’artiste peintre Gustave Poisson a illustré la commune en 1922 dans sa toile La Seine à Juvisy conservé au musée municipal de Nevers.
Le peintre Auguste-Alexandre Guillaumot a peint une aquarelle, nommée Juvisy, en 1849.
Une scène du film L'Alpagueur de Philippe Labro, sorti en 1976, avec Jean-Paul Belmondo et Bruno Cremer, prétend avoir été tournée à Juvisy-sur-Orge, mais le lieu réel du tournage est situé 380 route de Saint-Germain à Carrières-sur-Seine.
La chanson À Juvisy, dans l'album "Que d'la gueule" de Garage Lopez, groupe punk-rock essonnien, rend hommage, en 1999, à la ville de naissance d'un des membres du groupe.
La chanson C'est toi que je t'aime des Inconnus, en 1991, mentionne Juvisy.
La chansonnette comique d'actualité En revenant de Juvisy d'Antonin Louis, en 1909.
La Juvisienne, Grande Sonate à 4 mains fut composée, en 1866, par Joseph Bernard Woets, pianiste de la reine de Hollande.
Le photographe Eugène Atget a photographié la ville à plusieurs reprises, entre 1902 et 1927.
Une partie de l'action du roman de Georges Simenon Maigret et l'homme du banc, notamment vers le début, se déroule à Juvisy.

### Personnalités liées à la commune
Différents personnages publics sont nés, décédés ou ont vécu à Juvisy-sur-Orge :

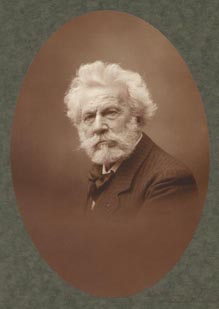
L'astronome Camille Flammarion.

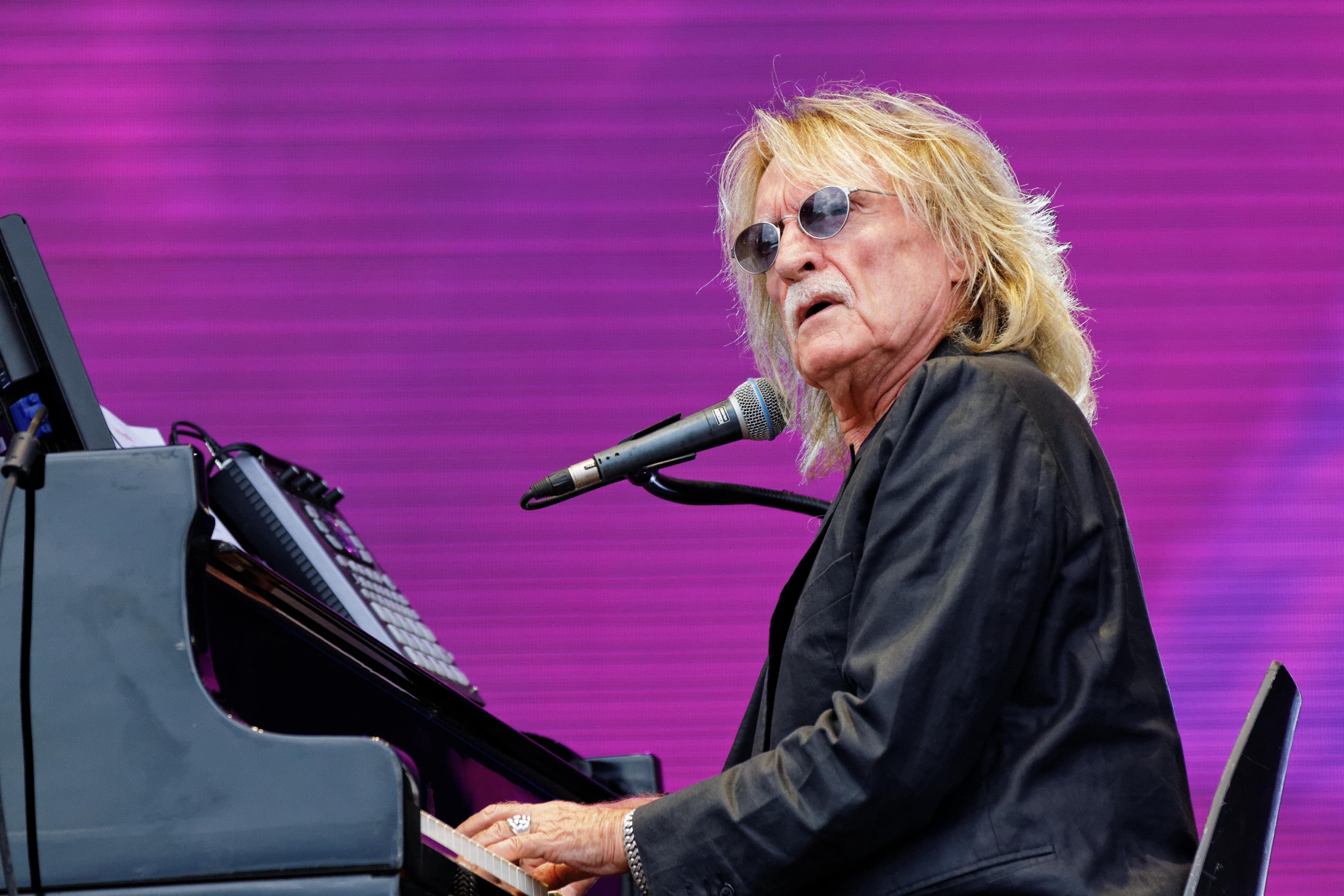
Le chanteur Christophe.

- Antoine Rossignol des Roches (1600-1682), cryptographe fut le seigneur du château de Juvisy.
- Louis de Brancas (1672-1750), maréchal de France en fut le seigneur.
- Camille Flammarion (1842-1925), astronome y est mort.
- Ferdinand Quénisset (1872-1951), astronome y exerça.
- Gabrielle Fontan (1873-1959), actrice y est morte.
- Louis Schreck (1874-1941), homme d'affaires y vécut.
- Paul Dumaine (1877-1950), homme politique y est né.
- Gabrielle Renaudot Flammarion (1877-1962), astronome y est morte.
- Raymond Queneau (1903-1976), écrivain y est inhumé.
- Xavier Pidoux de La Maduère (1910-1977), sénateur en fut maire.
- Lucie Rivel (1910-1995), artiste peintre, y vécut. Une allée y porte son nom.
- Marcel Carrère (1913-1979), commissaire divisionnaire y est né.
- Pierre Dervaux (1917-1992), chef d'orchestre y est né.
- Jean L'Anselme (1919-2011), poète y est mort.
- Jean Halain (1920-2000), scénariste y est mort.
- Pierre Ansart (1922-2016), universitaire y étudia au collège Saint-Charles.
- Bernard Fiévé (1923-2017), chef décorateur y est né.
- Jean-Jacques Annaud (1943- ), réalisateur y est né.
- Claude Brosset (1943-2007), acteur y est né.
- Christophe (1945-2020), chanteur y est né.
- Robert Buigues (1950- ), footballeur et entraîneur y fut licencié.
- François Espinasse (1961-), organiste français, y est né[réf. nécessaire]
- Philippe Olivier (1961), homme politique, y est né.
- Thomas Vincent (1964- ), réalisateur y est né.
- Olivier Legret (1965- ), footballeur y est né.
- Stéphane Weller (1966- ), joueur de rugby à XV international y est né.
- Gabriel Amard (1967- ), homme politique y est né.
- Emmanuelle Charpentier, (1968- ), microbiologiste, généticienne et biochimiste y est née.
- Bertrand Bouyx, (1970- ), homme politique, y est né.
- Habib Sissoko (1971- ), footballeur y est né.
- Sandrine Soubeyrand (1973- ), footballeuse internationale y fut licenciée, puis entraîneuse.
- Marinette Pichon (1975- ), footballeuse y fut licenciée. Elle dirigea le FCF Juvisy en 2013.
- Bijou (1976- ), groupe de rock en est originaire.
- Nelly Guilbert (1979- ), footballeuse internationale y fut licenciée.
- David Grondin (1980- ), footballeur y est né.
- Ahmed Fellah (1981- ), basketteur y est né.
- Virginie Mendes (1981- ), footballeuse y fut licenciée.
- Laëtitia Tonazzi (1981- ), footballeuse internationale y fut licenciée.
- Alexandre Prémat (1982- ), pilote automobile y est né.
- Ladji Doucouré (1983- ), athlète y est né.
- Tristan Lahaye (1983- ), footballeur y est né.
- Amélie Coquet (1984- ), footballeuse internationale y fut licenciée.
- Julie Soyer (1985- ), footballeuse internationale y fut licenciée.
- Gaétane Thiney (1985- ), footballeuse internationale y fut licenciée.
- Djibril Camara (1989- ), joueur de rugby à XV y est né.
- Annaïg Butel (1989- ), footballeuse internationale y fut licenciée.
- Camille Catala (1991- ), footballeuse internationale y fut licenciée.

### Héraldique et logotypes
| Blason de Juvisy-sur-Orge | Les armes de Juvisy-sur-Orge se blasonnent : De gueules aux trois pals d’or, parti de sinople aux deux ponts superposés et surmontés d’une fontaine, le tout d’argent maçonné de sable ; au chef de France. Il a été créé en 1942. Les trois fleurs de lys sur fond bleu sont celles l’Île-de-France. Les couleurs rouge et verte sont celles du chemin de fer. Les trois raies d’or symbolisent les trois grandes lignes qui desservent Juvisy. Enfin, le pont des Belles Fontaines évoque les déplacements de la Cour et la nationale 7 (à Juvisy, la nationale 7 s’appelle avenue de la Cour de France). La commune s’est en outre dotée d’un logotype. |

Ancien logo.
Logo actuel.